# 20 marca
20 marca jest 79. (w latach przestępnych 80.) dniem w kalendarzu gregoriańskim. Do końca roku pozostaje 286 dni.

## Święta
- Imieniny obchodzą: Aleksander, Aleksandra, Ambroży, Anatol, Archip, Bogusław, Cyriaka, Ermegarda, Eufemia, Fotyna, Hipolit, Irmegarda, Józefa, Klaudia, Klemens, Kutbert, Matrona, Maurycy, Nicetas, Rafał, Wincenty i Wolfram.
- Tunezja – Święto Niepodległości
- Międzynarodowe:
  - Międzynarodowy Dzień Astrologii
  - Międzynarodowy Dzień Frankofonii (głównie kraje francuskojęzyczne)
  - Światowy Dzień Zdrowia Jamy Ustnej
  - Światowy Dzień Ziemi (w niektórych krajach 21 marca, w Polsce – 22 kwietnia)
  - Międzynarodowy Dzień Szczęścia (proklamowany przez Zgromadzenie Ogólne ONZ w 2012)
  - Światowy Dzień Wróbla (ang. World Sparrow Day)[1]
  - Dzień języka francuskiego w ONZ w ramach dni języków[2]
- Wspomnienia i święta w Kościele katolickim obchodzą[3][4]:
  - św. Aleksandra (męczennica chrześcijańska)
  - bł. Franciszek od Jezusa, Maryi, Józefa Palau y Quer
  - bł. Hipolit Galantini
  - św. Józef Bilczewski (arcybiskup) (w polskim Kościele 23 października)
  - św. Kutbert z Lindisfarne (biskup)
  - św. Marcin z Bragi (biskup)

## Wydarzenia w Polsce

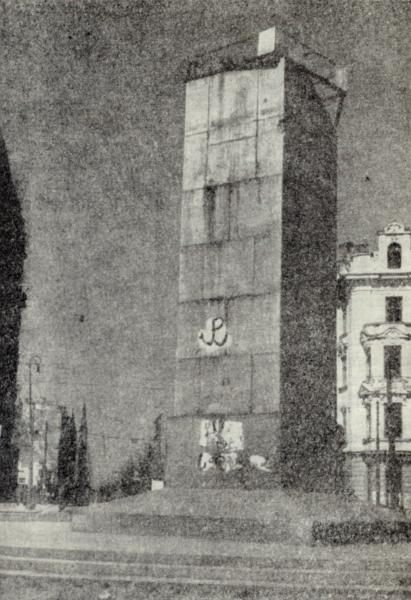
Znak Polski Walczącej

- 1140 – W północnej Polsce było widoczne pierwsze od Chrztu Polski w 966 roku całkowite zaćmienie Słońca.
- 1241 – I najazd mongolski na Polskę: książę raciborski Mieszko II Otyły rozbił podjazd tatarski w bitwie pod Raciborzem.
- 1426 – Miasto Słońsk wraz z zamkiem zostało nabyte i wyznaczone na siedzibę brandenburskich joannitów.
- 1440 – W Trokach został zamordowany wielki książę litewski Zygmunt Kiejstutowicz.
- 1585 – Miasto Wieliż otrzymało prawo magdeburskie.
- 1690 – Ludwika Karolina Radziwiłłówna wydała przywilej, w którym proklamowała wolność wyznania protestantom i prawosławnym w swoich miastach i posiadłościach oraz gwarantowała, że w jej dobrach nie zostanie wprowadzona unia kościelna.
- 1767 – Przy wsparciu wojsk rosyjskich zostały zawiązane konfederacje: słucka i toruńska.
- 1775 – Rozpoczęła działalność drukarnia Dufoura w Warszawie.
- 1846 – Rozpoczęto budowę Kolei Stargardzko-Poznańskiej.
- 1848 – Wiosna Ludów: w Poznaniu utworzono Komitet Narodowy Polski.
- 1859 – W Teatrze Wielkim w Warszawie po raz pierwszy w Polsce wystawiono operetkę.
- 1886 – We Lwowie założono pierwszy w Polsce klub szermierczy.
- 1914 – Premiera filmu Fatalna godzina.
- 1919 – Gen. ppor. mar. Kazimierz Porębski objął stanowisko szefa Sekcji Marynarki przy Ministerstwie Spraw Wojskowych.
- 1921 – Na Górnym Śląsku odbył się plebiscyt narodowościowy.
- 1923 – Brześć Litewski przemianowano na Brześć nad Bugiem.
- 1929 – Sejm RP przegłosował wniosek o postawienie przed Trybunałem Stanu byłego ministra skarbu Gabriela Czechowicza, oskarżonego o nieprawidłowe wykorzystanie państwowych nadwyżek budżetowych (tzw. sprawa Czechowicza).
- 1936 – Policja przystąpiła do usuwania siłą robotnic prowadzących strajk okupacyjny w krakowskiej fabryce Semperit.
- 1937:
  - Premiera filmu Ordynat Michorowski w reżyserii Henryka Szaro.
  - Rozpoczęto budowę miasta i huty Stalowa Wola.
- 1938 – Dokonano oblotu samolotu PZL.44 Wicher.
- 1942:
  - Na murach Warszawy po raz pierwszy pojawił się Znak Polski Walczącej.
  - W parku miejskim w Cieszynie Niemcy powiesili 24 żołnierzy zbrojnego podziemia.
  - W Zgierzu Niemcy rozstrzelali podczas publicznej egzekucji 100 Polaków, a 300 wywieźli do obozów koncentracyjnych.
- 1943 – We wsi Deraźne (obecnie Ukraina) ukraińscy nacjonaliści zamordowali kilka polskich rodzin, w tym małżeństwo Wołoszynów z jedenaściorgiem dzieci.
- 1944 – We wsi Falejówka koło Sanoka Niemcy rozstrzelali 10 mężczyzn podejrzanych o działalność konspiracyjną.
- 1945 – Armia Czerwona zajęła Koźle.
- 1946 – Oddział UPA dokonał mordu na 60 żołnierzach WOP i 4 funkcjonariuszach MO w Jasielu (powiat krośnieński) (wg innego źródła zamordowano 66 żołnierzy i 5 milicjantów).
- 1948 – Założono Akademię Lekarską w Bytomiu (dziś Śląski Uniwersytet Medyczny w Katowicach) i Akademię Lekarską w Szczecinie (dziś Pomorska Akademia Medyczna).
- 1950:
  - Utworzono Fundusz Kościelny.
  - Zniesiono samorząd terytorialny, tworząc w jego miejsce rady narodowe.
- 1951 – Stanisław Skrzeszewski został ministrem spraw zagranicznych.
- 1956 – Edward Ochab został I sekretarzem KC PZPR.
- 1957 – Rozpoczęto seryjną produkcję Syreny, pierwszego samochodu osobowego całkowicie polskiej konstrukcji.
- 1959 – Dokono oblotu pierwszego polskiego szybowca o konstrukcji metalowej PZL M-3 Pliszka.
- 1968 – Lawina w Białym Jarze pod Śnieżką zabiła 19 osób.
- 1970 – Założono Uniwersytet Gdański.
- 1976 – W Stoczni Gdańskiej zwodowano pierwszy zbudowany w Polsce kontenerowiec.
- 1982 – Rozwiązano Stowarzyszenie Dziennikarzy Polskich i powołano w jego miejsce Stowarzyszenia Dziennikarzy PRL.
- 1986 – W nocy z 19 na 20 marca skradziono relikwiarz św. Wojciecha z katedry gnieźnieńskiej.
- 1990 – Lech Wałęsa otrzymał tytuł doktora honoris causa Uniwersytetu Gdańskiego.
- 1998:
  - Premiera filmu wojennego Demony wojny według Goi w reżyserii Władysława Pasikowskiego.
  - Troje niedoszłych maturzystów (w tym pierwsza w Polsce kobieta) zostało skazanych na kary dożywotniego pozbawienia wolności za brutalne zabójstwo 22-letniej Jolanty Brzozowskiej w styczniu 1996 roku.

## Wydarzenia na świecie
- 235 – Maksymin Trak został cesarzem rzymskim.
- 1140 – Całkowite zaćmienie Słońca widoczne nad Zatoką Meksykańską, Jukatanem, Karaibami, Atlantykiem, Wyspami Brytyjskimi, Danią, północnymi Niemcami i Polską, krajami bałtyckimi i Rosją.
- 1312 – Król Francji Filip IV Piękny przybył na obrady soboru w Vienne, co przyczyniło się do podjęcia przez papieża Klemensa V decyzji o likwidacji zakonu templariuszy.
- 1345 – Nastąpiła koniunkcja Marsa, Jowisza i Saturna, łączona przez ówczesnych astrologów z rozpoczętą wkrótce epidemią tzw. „czarnej śmierci” w Europie.
- 1390 – Manuel III Wielki Komnen został cesarzem Trapezuntu.
- 1393 – Wikariusz generalny arcybiskupa praskiego Jan Nepomucen został utopiony w Wełtawie na rozkaz króla Wacława IV Luksemburskiego.
- 1413:
  - Henryk V Lancaster został królem Anglii.
  - Landskrona w Szwecji uzyskała prawa miejskie.
- 1415 – W trakcie soboru w Konstancji antypapież Jan XXIII uciekł w przebraniu pachołka do Szafuzy a następnie do Fryburga Bryzgowijskiego, aby uniknąć grożącego mu procesu.
- 1525 – Wojna chłopska w Niemczech: zebrani w Memmingen przywódcy powstania sformułowali polityczny manifest Dwanaście Artykułów.
- 1600 – Dokonano egzekucji 5 szwedzkich stronników Zygmunta III Wazy (tzw. krwawa łaźnia w Linköping).
- 1602 – Utworzono Holenderską Kompanię Wschodnioindyjską.
- 1651 – Założono miasto Cap-de-la-Madeleine w Quebecu.
- 1667 – Zgodnie z radami astrologów została powtórzona koronacja szacha Persji Safiego II, który zmienił imię na Sulejman I.
- 1731 – Trzęsienie ziemi we włoskiej Foggii zabiło około 2 tys. osób.
- 1760 – W Bostonie spłonęło 349 budynków.
- 1782 – Premier Wielkiej Brytanii Frederick North podał swój rząd do dymisji, po wyrażeniu mu przez Izbę Gmin (pierwszego w historii parlamentaryzmu) wotum nieufności, w związku z klęską wojsk brytyjskich pod Yorktown w wojnie o niepodległość USA.
- 1786 – Król Gustaw III założył Akademię Szwedzką.
- 1799 – Wyprawa Napoleona do Egiptu: wojska francuskie rozpoczęły oblężenie Akki.
- 1800:
  - Alessandro Volta poinformował w liście do prezesa londyńskiego Royal Society Josepha Banksa o zbudowaniu przez siebie pierwszej baterii elektrycznej.
  - Wyprawa Napoleona do Egiptu: zwycięstwo wojsk francuskich nad tureckimi w bitwie pod Heliopolis.
- 1809 – Wojna na Półwyspie Iberyjskim: zwycięstwo wojsk francuskich nad portugalskimi w bitwie pod Bragą.
- 1814 – VI koalicja antyfrancuska: rozpoczęła się bitwa pod Arcis-sur-Aube między armiami napoleońską i austriacką.
- 1815 – Napoleon Bonaparte przybył do Paryża po ucieczce z Elby (100 dni Napoleona).
- 1816 – Jan VI został królem Portugalii, Brazylii i Algarve.
- 1848 – Król Bawarii Ludwik I Wittelsbach abdykował na rzecz swego syna Maksymiliana II.
- 1852 – W USA w wydaniu książkowym ukazała się Chata wuja Toma Harriet Beecher Stowe.
- 1861 – Ponad 5 tys. osób zginęło w zniszczonym przez trzęsienie ziemi argentyńskim mieście Mendoza.
- 1876 – Louis De Geer został pierwszym premierem Szwecji.
- 1879 – Książę Božo Petrović-Njegoš został pierwszym premierem Czarnogóry.
- 1883 – W Paryżu podpisano Międzynarodową Konwencję o Ochronie Własności Przemysłowej.
- 1890:
  - Austriacki astronom Johann Palisa odkrył planetoidę (290) Bruna.
  - Leo von Caprivi został kanclerzem Niemiec i premierem Prus, zastępując Ottona von Bismarcka.
  - Założono klub piłkarski Servette Genewa.
- 1905 – 58 osób zginęło, a 150 zostało rannych w wyniku wybuchu kotła w fabryce obuwia RB Grover w Brockton w amerykańskim stanie Massachusetts.
- 1906 – Niemiecki astronom August Kopff odkrył planetoidę (593) Titania.
- 1907 – Amerykański astronom Joel Metcalf odkrył planetoidę (792) Metcalfia.
- 1912:
  - U wybrzeży Australii Zachodniej zatonął w czasie cyklonu statek pasażersko-towarowy „Koombana” ze 138 osobami na pokładzie.
  - W wyniku eksplozji w kopalni węgla kamiennego w McCurtain w amerykańskim stanie Oklahoma zginęło 73 górników.
  - Zwodowano brytyjski krążownik liniowy HMS „Queen Mary”.
- 1913 – W Szanghaju został śmiertelnie postrzelony przez płatnego mordercę przywódca Kuomintangu i kandydat na premiera Republiki Chińskiej Song Jiaoren. Za zabójstwem stał prezydent Yuan Shikai, który już wcześniej próbował przekupić Songa.
- 1914 – Joel Metcalf odkrył planetoidę (784) Pickeringia.
- 1915 – Kataloński astronom Josep Comas Solá odkrył planetoidę (804) Hispania.
- 1916 – Albert Einstein ogłosił ogólną teorię względności.
- 1917 – Alexandre Ribot został po raz czwarty premierem Francji.
- 1920:
  - Irlandzka wojna o niepodległość: burmistrz Corku Thomas MacCurtain został zastrzelony przed swoim domem przez brytyjskiego policjanta.
  - Zwodowano amerykański pancernik USS „Maryland”.
- 1922 – Wszedł do służby pierwszy amerykański lotniskowiec USS „Langley”.
- 1925 – Pierre Prüm został premierem Luksemburga.
- 1933 – Raszid Ali al-Gajlani został premierem Iraku.
- 1935:
  - Dokonano oblotu amerykańskiego myśliwca Grumman F3F.
  - Johan Nygaardsvold został premierem Norwegii.
- 1939 – Na podwórzu berlińskiej straży pożarnej spalono 1004 obrazy oraz 3825 grafik i akwareli różnych autorów, zakwalifikowanych jako „sztuka zdegenerowana”.
- 1940 – Dokonano oblotu brytyjskiego samolotu wielozadaniowego Armstrong Whitworth Albemarle.
- 1941:
  - Płynący z Falmouth do Glasgow polski drobnicowiec SS „Cieszyn” został zatopiony przez dwa niemieckie bombowce. Dornier Do 17. Załoga uratowała się w szalupie.
  - W Londynie ukazało się pierwsze wydanie tygodnika „Myśl Polska”, będącego organem Stronnictwa Narodowego.
- 1943:
  - Mao Zedong został przewodniczącym Komunistycznej Partii Chin.
  - Na lotnisku Detling koło angielskiego Maidstone został sformowany 318 Dywizjon Myśliwsko-Rozpoznawczy „Gdański”.
- 1944 – Przebywający na emigracji w Londynie ostatni król Jugosławii Piotr II Karadziordziewić ożenił się z księżniczką grecką i duńską Aleksandrą.
- 1945:
  - Wojna na Pacyfiku: wojska brytyjskie wyzwoliły Mandalaj w Birmie.
  - Zwodowano amerykański lotniskowiec USS „Midway”.
- 1946 – W Aracaju we wschodniej Brazylii w wyniku wykolejenia pociągu zginęło 185 osób, a ok. 300 zostało rannych.
- 1947 – Paul-Henri Spaak został premierem Belgii.
- 1948:
  - Odbyła się 20. ceremonia wręczenia Oscarów.
  - ZSRR opuścił Sojuszniczą Radę Kontroli Niemiec.
- 1952:
  - Odbyła się 24. ceremonia wręczenia Oscarów.
  - Senat Stanów Zjednoczonych ratyfikował układ pokojowy z Japonią.
  - W Holandii rozpoczęły się negocjacje między Izraelem a Niemcami Zachodnimi w sprawie wypłaty odszkodowań za Holocaust.
- 1953 – Francuzi aresztowali sułtana Muhammada V, co doprowadziło do wybuchu powstania w Maroku Francuskim.
- 1956 – Tunezja uzyskała niepodległość (od Francji).
- 1957:
  - Éamon de Valera został po raz czwarty premierem Irlandii.
  - W Iranie powołano do życia, tajną policję polityczną SAWAK.
- 1964 – Powstała Europejska Organizacja Badań Kosmicznych (ESRO).
- 1965:
  - Hussein Maziq został premierem Libii.
  - Utwór Poupée de cire, poupée de son w wykonaniu reprezentującej Luksemburg francuskiej wokalistki France Gall zwyciężył w 10. Konkursie Piosenki Eurowizji w Neapolu.
- 1969:
  - Pod Asuanem w Egipcie w katastrofie należącego do United Arab Airlines samolotu Ił-18 zginęło 100 spośród 105 osób na pokładzie.
  - W Gibraltarze John Lennon poślubił Yoko Ono.
- 1970 – Oblatano prototyp rumuńskiego samolotu rolniczego IAR-822.
- 1972:
  - Królowa brytyjska Elżbieta II otworzyła Port lotniczy Mahé na Seszelach.
  - Premiera radzieckiego filmu science fiction Solaris w reżyserii Andrieja Tarkowskiego.
  - W wyniku przeprowadzonego przez Tymczasową IRA zamachu bombowego w Belfaście zginęło 7 osób, a 148 zostało rannych.
- 1973 – Mataʻafa Mulinuʻu II został po raz drugi premierem Samoa.
- 1974 – Ukazał się album Elvisa Presleya Good Times.
- 1977:
  - Jacques Chirac został merem Paryża.
  - Opozycyjna Partia Ludowa wygrała wybory parlamentarne w Indiach.
- 1978 – Krystyna Chojnowska-Liskiewicz, jako pierwsza kobieta, opłynęła samotnie jachtem Ziemię.
- 1980 – Założono luksemburski męski klub siatkarski Volley 80 Pétange.
- 1985 – Wojna iracko-irańska: zakończyła się klęską irańska operacja zaczepna „Badr” (10–20 marca).
- 1986:
  - Jacques Chirac został po raz drugi premierem Francji.
  - W górach Cairngorm w Szkocji porywy wiatru osiągnęły 278 km/h, największą prędkość w całej historii pomiarów meteorologicznych w Wielkiej Brytanii.
- 1987 – Amerykańska Agencja Żywności i Leków dopuściła azydotymidynę do leczenia zakażenia HIV.
- 1990:
  - Premier RP Tadeusz Mazowiecki rozpoczął wizytę w Stanach Zjednoczonych.
  - Seria tornad przeszła nad przedmieściami miasta Welkom w Południowej Afryce, niszcząc około 4 tys. domów.
- 1991:
  - Chaleda Zia została pierwszą kobietą-premierem Bangladeszu.
  - Po remisie 2:2 w rewanżowym meczu w Genui z Sampdorią Legia Warszawa awansowała do półfinału Pucharu Zdobywców Pucharów (w pierwszym meczu wygrała 1:0).
  - W Nowym Jorku z okna pokoju hotelowego na 53. piętrze wypadł i zginął na miejscu 4-letni syn Erica Claptona, Conor. Pod wpływem tego zdarzenia Clapton i Will Jennings napisali balladę Tears in Heaven.
- 1992:
  - Premiera amerykańskiego thrillera Nagi instynkt w reżyserii Paula Verhoevena.
  - Białoruski rząd przyjął uchwałę o utworzeniu Sił Zbrojnych Republiki Białorusi.
- 1993 – W dokonanym przez IRA zamachu bombowym w angielskim Warrington zginęło dwoje dzieci, a ponad 50 osób zostało rannych.
- 1995 – Sekta Aum Shinrikyō dokonała zamachu gazowego w tokijskim metrze, w wyniku czego zginęło 12 osób, a ponad 5,5 tysiąca zostało podtrutych.
- 1997:
  - Do Iraku trafił pierwszy transport żywności w ramach programu „Ropa za żywność”.
  - Robert Koczarian został premierem Armenii.
- 1998 – Otwarto pierwszą autostradę łączącą afrykańskie wybrzeża Atlantyku i Oceanu Indyjskiego (między Walvis Bay w Namibii a Maputo w Mozambiku).
- 1999 – Wszyscy obserwatorzy misji OBWE zostali wycofani z Kosowa po załamaniu się negocjacji jugosłowiańsko-albańskich w Paryżu.
- 2000 – Papież Jan Paweł II odwiedził sanktuarium na Górze Nebo w Jordanii.
- 2003 – Rozpoczęła się druga wojna w Zatoce Perskiej.
- 2004 – Chen Shui-bian wygrał po raz drugi wybory prezydenckie na Tajwanie.
- 2005 – Na mamuciej skoczni w słoweńskiej Planicy Norweg Bjørn Einar Romøren ustanowił nieoficjalny rekord świata w długości skoku (239 m).
- 2006 – W północno-wschodnie wybrzeże Australii (Queensland) uderzył cyklon Larry. Najbardziej ucierpiała miejscowość Innifaill leżąca niedaleko miasta Cairns, gdzie zostały ranne 22 osoby.
- 2007:
  - Były wiceprezydent Iraku Taha Yassin Ramadan został powieszony w Bagdadzie za udział w masakrze 148 szyitów w mieście Dudżail w 1982 roku.
  - Nikaragua i Kuba podniosły rangę stosunków dyplomatycznych do poziomu ambasadorów.
  - Oficjalnie otwarto trzeci pakistański port Gwadar.
  - Ogłoszono wyrok Europejskiego Trybunału Praw Człowieka w sprawie Alicji Tysiąc.
- 2008 – Yves Leterme został premierem Belgii.
- 2009:
  - Papież Benedykt XVI przybył do Angoli na zakończenie tygodniowej pielgrzymki po Afryce.
  - Unia Afrykańska zawiesiła Madagaskar w prawach członka po przeprowadzonym tam zamachu stanu.
- 2011:
  - Muzyk Michel Martelly wygrał w II turze wybory prezydenckie na Haiti.
  - Wojna domowa w Libii: zwycięstwo rebeliantów w II bitwie o Bengazi.
- 2013:
  - Alenka Bratušek została pierwszą kobietą-premierem Słowenii.
  - Po śmierci Zillura Rahmana p.o. prezydenta Bangladeszu został przewodniczący Zgromadzenia Narodowego Abdul Hamid.
- 2015:
  - Całkowite zaćmienie Słońca widoczne nad północną częścią Oceanu Atlantyckiego, na Morzu Norweskim i Morzu Arktycznym.
  - W czterech zamachach samobójczych na meczety w stolicy Jemenu Sanie zginęły 142 osoby, a 351 zostało rannych.
- 2016 – Barack Obama jako pierwszy od 88 lat urzędujący prezydent USA przybył z wizytą na Kubę.
- 2017 – Francisco Guterres wygrał w I turze wybory prezydenckie na Timorze Wschodnim, zdobywając 57,1% głosów.
- 2019 – Kasym-Żomart Tokajew został prezydentem Kazachstanu
- 2020 – W Algierii zakończyły się trwające od lutego 2019 roku antyrządowe protesty.
- 2022 – Podczas 18. Halowych Mistrzostw Świata w Belgradzie reprezentantka Wenezueli Yulimar Rojas ustanowiła rekord świata w trójskoku (15,74 m).
- 2023 – Christine Kangaloo objęła urząd prezydenta Trynidadu i Tobago.

## Urodzili się
- 43 p.n.e. – Owidiusz, rzymski poeta (zm. 17)
- 1142 – Malcolm IV, król Szkocji (zm. 1165)
- 1439 – Joanna Portugalska, królowa Kastylii i Leónu (zm. 1475)
- 1497 – Atahualpa, władca państwa Inków (zm. 1533)
- 1531 – Antoni I, król Portugalii (zm. 1595)
- 1534 – Francesco Mantica, włoski kardynał (zm. 1614)
- 1572 – Otto III, Lüneburga-Harburga (zm. 1641)
- 1577 – Alessandro Tiarini, włoski malarz (zm. 1668)
- 1604 – Nikolaus Oelhaf, niemiecki lekarz, botanik (zm. 1643)
- 1606 – Georg von Derfflinger, brandenburski feldmarszałek (zm. 1695)
- 1615 – Dara Shikoh, indyjski książę z dynastii Wielkich Mogołów (zm. 1659)
- 1635 – Elżbieta Amalia Hessen-Darmstadt, księżniczka Hesji-Darmstadt, elektorowa Palatynatu Reńskiego (zm. 1709)
- 1647 – Jean de Hautefeuille, francuski opat, fizyk, wynalazca (zm. 1724)
- 1680 – Emanuele d’Astorga, hiszpański kompozytor pochodzenia włoskiego (zm. 1757)
- 1715 – Efraim Oloff, polski polityk pochodzenia niemieckiego (zm. 1766)
- 1725 – Abdülhamid I, sułtan Imperium Osmańskiego (zm. 1789)
- 1737 – Buddha Yodfa Chulalok, król Tajlandii (zm. 1809)
- 1741 – Jean-Antoine Houdon, francuski rzeźbiarz, wolnomularz (zm. 1828)
- 1743 – Tymoteusz Gorzeński, polski duchowny katolicki, arcybiskup gnieźnieński i prymas Polski (zm. 1825)
- 1759 – Francis Malbone, amerykański kupiec, polityk, senator (zm. 1809)
- 1761 – George Tierney, brytyjski polityk (zm. 1830)
- 1770 – Friedrich Hölderlin, niemiecki poeta (zm. 1843)
- 1779 – Simon Bruté, francusko-amerykański duchowny katolicki, biskup Vincennes, Sługa Boży (zm. 1839)
- 1794 – René Lesson, francuski chirurg, naturalista, ornitolog, herpetolog (zm. 1849)
- 1799 – Karl August Nicander, szwedzki poeta (zm. 1839)
- 1800 – Braulio Carrillo Colina, kostarykański polityk, prezydent Kostaryki (zm. 1845)
- 1801 – Charles La Trobe, brytyjski podróżnik, administrator kolonialny (zm. 1875)
- 1804:
  - Wilhelm Bendz, duński malarz portrecista (zm. 1832)
  - Neal Dow, amerykański generał brygady, polityk (zm. 1897)
  - Salvatore Lo Forte, włoski malarz (zm. 1885)
- 1805 – Józef Gacki, polski duchowny katolicki, historyk ziemi radomskiej (zm. 1876)
- 1807 – Mary E. Hewitt, amerykańska poetka (zm. 1884)
- 1809 – Johann Philipp Becker, niemiecki rewolucjonista (zm. 1886)
- 1811:
  - George Caleb Bingham, amerykański malarz (zm. 1879)
  - Napoleon II Bonaparte, król Rzymu, książę Reichstadt, pretendent do tronu Francji (zm. 1832)
  - Otto Kohlrausch, niemiecki lekarz, chirurg (zm. 1854)
- 1812:
  - John Haswell, szkocki inżynier, konstruktor lokomotyw (zm. 1897)
  - Auguste Mestral, francuski fotograf (zm. 1884)
- 1814 – Heinrich Stolting, niemiecki kupiec, przedsiębiorca, kolekcjoner, rysownik, akwaforcista (zm. 1884)
- 1815 – Aćim Medović, serbski lekarz pochodzenia polskiego (zm. 1897)
- 1818 – Johan Lange, duński botanik (zm. 1898)
- 1820:
  - Aleksander Jan Cuza, książę Zjednoczonych Księstw Mołdawii i Wołoszczyzny (zm. 1873)
  - Aleksander Płonczyński, polski malarz (zm. 1858)
- 1828 – Henrik Ibsen, norweski dramaturg (zm. 1906)
- 1831 – Theodor Aman, rumuński malarz pochodzenia ormiańskiego (zm. 1891)
- 1833:
  - Daniel Dunglas Home, szkocki spirytysta (zm. 1886)
  - Friedrich II Praschma, niemiecki właściciel ziemski, polityk (zm. 1909)
  - Moritz Trautmann, niemiecki laryngolog (zm. 1902)
- 1834 – Arthur Orton, brytyjski rzeźnik, oszust (zm. 1898)
- 1836 – Edward Poynter, brytyjski malarz, rysownik, projektant, mecenas sztuki (zm. 1919)
- 1840 – Franciszek Mertens, polsko-austriacki matematyk (zm. 1927)
- 1841 – Mucjusz María Wiaux, belgijski lasalianin, święty (zm. 1917)
- 1845:
  - Victor Child-Villiers, brytyjski arystokrata, polityk (zm. 1915)
  - William Richard Gowers, brytyjski neurolog, pediatra, malarz, rytownik (zm. 1915)
- 1846 – Giulio Bizzozero, włoski lekarz (zm. 1901)
- 1849:
  - Walery Jaworski, polski gastrolog (zm. 1924)
  - Friedrich Lange, niemiecki chirurg (zm. 1927)
- 1850:
  - Jón Ólafsson, islandzki dziennikarz, publicysta, poeta, polityk (zm. 1911)
  - Georg Emil Ludwig Sello, niemiecki historyk, archiwista, prawnik (zm. 1926)
- 1854:
  - John Batchelor, brytyjski pastor prezbiteriański, misjonarz, badacz kultury i języka Ajnów (zm. 1944)
  - Amalia Kasprowicz, polska aktorka, śpiewaczka operowa (zm. 1938)
  - Jan Leciejewski, polski slawista, etnograf, wykładowca akademicki (zm. 1929)
- 1856:
  - Gaetano Bisleti, włoski kardynał (zm. 1937)
  - Ludwig Richard Conradi, niemiecki duchowny adwentystyczny, publicysta (zm. 1939)
  - John Lavery, irlandzki malarz (zm. 1941)
  - Frederick Winslow Taylor, amerykański golfista, tenisista, inżynier, wynalazca (zm. 1915)
- 1858:
  - Ludwik Finkel, polski historyk, bibliograf (zm. 1930)
  - Paul Silex, niemiecki okulista (zm. 1929)
- 1860 – Maria Gażycz, polska nazaretanka, malarka (zm. 1935)
- 1863:
  - William John Locke, brytyjski pisarz (zm. 1930)
  - Ernesto Nazareth, brazylijski kompozytor, pianista (zm. 1934)
  - Teodor Zirkwitz, polski duchowny luterański i działacz społeczny (zm. 1943)
- 1864 – Józef Czepczyński, polski kupiec, przemysłowiec (zm. 1939)
- 1865:
  - Jehanne d’Alcy, francuska aktorka (zm. 1956)
  - Wiktor Kulerski (starszy), polski dziennikarz, wydawca, działacz społeczny, polityk, senator RP (zm. 1935)
- 1866 – Louis Bertrand, francuski prozaik, eseista, historyk (zm. 1941)
- 1868:
  - Jan Kříženecký, czeski pionier kina (zm. 1921)
  - Henryk Potocki, polski ziemianin, działacz społeczny, przemysłowiec, polityk (zm. 1958)
- 1870:
  - Edward Richard Jacobson, holenderski przyrodnik (zm. 1944)
  - Paul von Lettow-Vorbeck, niemiecki generał (zm. 1964)
- 1872:
  - Władysław Kotwicz, polski językoznawca, orientalista, wykładowca akademicki (zm. 1944)
  - Karin Michaelis, duńska pisarka, dziennikarka, działaczka społeczna (zm. 1950)
- 1873 – Jan Józef Fischer, polski taternik, żeglarz, automobilista, działacz turystyczny, kupiec (zm. 1942)
- 1875 – Arthur Fernandez Coca, amerykański lekarz, alergolog pochodzenia kubańskiego (zm. 1959)
- 1877:
  - Edward Amoore, brytyjski strzelec sportowy (zm. 1955)
  - Stanisław Antoni Mueller, polski prawnik, pisarz (zm. 1944)
- 1878:
  - Józef Jedlicz, polski poeta, prozaik, tłumacz (zm. 1955)
  - William Hobart Royce, amerykański pisarz, znawca twórczości Honoré de Balzaca (zm. 1963)
- 1879 – Hilton Young, brytyjski arystokrata, pisarz, polityk (zm. 1960)
- 1881:
  - Ilia Ciwciwadze, gruziński polityk komunistyczny (zm. 1938)
  - Eugène Schueller, francuski chemik, przedsiębiorca (zm. 1957)
- 1882 – René Coty, francuski polityk, prezydent Francji (zm. 1962)
- 1883 – Grzegorz (Kozłow), rosyjski biskup prawosławny (zm. 1937)
- 1884:
  - Chana Białkowicz, polska aktorka pochodzenia żydowskiego (zm. 1962)
  - Eugen Herrigel, niemiecki filozof, wykładowca akademicki (zm. 1955)
  - Tadeusz Jerzy Wojno, polski mineralog, petrograf, krystalograf, wykładowca akademicki (zm. 1971)
- 1886:
  - Grace Brown, amerykańska szwaczka, ofiara morderstwa (zm. 1906)
  - Jake Guzik, amerykański gangster pochodzenia żydowskiego (zm. 1956)
- 1888 – Cyryl Bertram, hiszpański lasalianin, męczennik, święty (zm. 1934)
- 1890:
  - Beniamino Gigli, włoski śpiewak operowy (tenor) (zm. 1957)
  - Lauritz Melchior, duński śpiewak operowy (tenor) (zm. 1973)
  - Anna Wałek-Czernecka, polska botanik, profesor nauk biologicznych (zm. 1978)
- 1891:
  - Edmund Goulding, brytyjski reżyser i scenarzysta filmowy (zm. 1959)
  - Gottfried Treviranus, niemiecki polityk (zm. 1971)
  - Zheng Yuxiu, chińska prawniczka i polityczka (zm. 1959)
- 1892:
  - Ludwig Crüwell, niemiecki generał (zm. 1958)
  - Vincenzo Cuccia, włoski szermierz (zm. 1979)
  - Jerzy Bohdan Rychliński, polski prozaik marynista, tłumacz, sędzia Sądu Najwyższego (zm. 1974)
- 1893 – Kurt Wissemann, niemiecki pilot wojskowy, as myśliwski (zm. 1917)
- 1894:
  - Hans Langsdorff, niemiecki oficer Kriegsmarine (zm. 1939)
  - Antoni Zwoliński, polski podpułkownik piechoty (zm. ?)
- 1895 – August Emil Fieldorf, polski generał brygady, dowódca Kedywu i zastępca komendanta głównego AK, twórca konspiracyjnej organizacji antykomunistycznej „NIE” (zm. 1953)
- 1897 – William John Gillespie, kanadyjski pilot wojskowy, as myśliwski (zm. ?)
- 1898:
  - Frans Tempel, holenderski piłkarz, bramkarz (zm. 1944)
  - Józef Maria Zabal Blasco, hiszpański działacz Akcji Katolickiej, męczennik, błogosławiony (zm. 1936)
- 1899:
  - Wiktor Gromow, radziecki reżyser filmów animowanych (zm. 1975)
  - Józef Lewoniewski, polski pilot wojskowy i sportowy (zm. 1933)
- 1900:
  - Estera Broder, polska nauczycielka, botanik pochodzenia żydowskiego (zm. 1944)
  - Aleksiej Chworostuchin, radziecki polityk, dyplomata (zm. 1985)
  - Lidia Nartowska, polska choreografka, działaczka kulturalna i społeczna (zm. 1967)
- 1901 – Adam Vetulani, polski historyk prawa, wykładowca akademicki (zm. 1976)
- 1902:
  - Paweł Bielec, polski fotograf (zm. 2002)
  - Stefan Brzeziński, polski związkowiec, polityk, wojewoda poznański, poseł na Sejm Ustawodawczy i na Sejm PRL (zm. 1963)
  - Antoni Piędel, polski weteran wojenny (zm. 2008)
- 1903:
  - Vincent Richards, amerykański tenisista (zm. 1959)
  - Maria Giuseppa Robucci-Nargiso, włoska superstulatka (zm. 2019)
- 1904:
  - Jerzy Block, polski aktor (zm. 1996)
  - Burrhus Frederic Skinner, amerykański psycholog (zm. 1990)
- 1905:
  - Raymond Cattell, brytyjsko-amerykański psycholog, wykładowca akademicki (zm. 1998)
  - Wiera Panowa, rosyjska pisarka (zm. 1973)
- 1906:
  - Folke Bohlin, szwedzki żeglarz sportowy (zm. 1972)
  - Ozzie Nelson, amerykański aktor, reżyser, scenarzysta i producent filmowy (zm. 1975)
- 1907:
  - Ruby Muhammad, amerykańska działaczka islamska (zm. 2011)
  - Janusz Ślązak, polski wioślarz (zm. 1985)
- 1908 – Michael Redgrave, brytyjski aktor (zm. 1985)
- 1909 – Zenon Waraszkiewicz, polski matematyk, wykładowca akademicki (zm. 1946)
- 1910:
  - Erwin Blask, niemiecki lekkoatleta, młociarz (zm. 1999)
  - Nikołaj Gołdin, radziecki polityk (zm. 2001)
  - Kazimierz Strycharzewski, polski trener siatkówki (zm. 1993)
- 1911:
  - Jerzy Koziołkowski, komandor porucznik (zm. 1990)
  - Alfonso Robles, meksykański polityk, minister spraw zagranicznych, laureat Pokojowej Nagrody Nobla (zm. 1991)
- 1912:
  - Jonas Karosas, litewski dziennikrz, działacz komunistyczny (zm. 1975)
  - Harry Fitch Klinefelter, amerykański reumatolog, endokrynolog (zm. 1990)
  - Janusz Paluszkiewicz, polski aktor (zm. 1990)
- 1913:
  - Jānis Rozītis, łotewski hokeista, piłkarz (zm. 1942)
  - Nikolai Stepulov, estoński bokser (zm. 1968)
- 1914:
  - Wendell Corey, amerykański aktor, polityk (zm. 1968)
  - Bronisław Juźków, polski inżynier rolnictwa, polityk, poseł na Sejm PRL (zm. 1982)
- 1915:
  - Władimir Jurowski, rosyjski kompozytor (zm. 1972)
  - Rudolf Kirchschläger, austriacki polityk, prezydent Austrii (zm. 2000)
  - Swiatosław Richter, rosyjski pianista pochodzenia niemieckiego (zm. 1997)
  - Étienne Schlumberger, francuski inżynier wojskowy, komandor, dowódca okrętów podwodnych (zm. 2014)
  - Rosetta Tharpe, amerykańska piosenkarka (zm. 1973)
- 1916 – Pierre Messmer, francuski polityk, premier Francji (zm. 2007)
- 1917:
  - Chaim Goldberg, polski malarz, rzeźbiarz, grawer pochodzenia żydowskiego (zm. 2004)
  - Donald Hawgood, kanadyjski kajakarz, kanadyjkarz (zm. 2010)
  - Jigael Jadin, izraelski generał porucznik, polityk, archeolog (zm. 1984)
  - Vera Lynn, brytyjska piosenkarka (zm. 2020)
  - Artur Starewicz, polski działacz komunistyczny, dyplomata, polityk, poseł na Sejm PRL (zm. 2014)
- 1918:
  - Marian McPartland, brytyjska pianistka i kompozytorka jazzowa (zm. 2013)
  - Bernd Alois Zimmermann, niemiecki kompozytor (zm. 1970)
- 1919:
  - Gerhard Barkhorn, niemiecki pilot wojskowy, as myśliwski (zm. 1993)
  - Tor Nilsson, szwedzki zapaśnik (zm. 1989)
  - Toshio Ōta, japoński pilot wojskowy, as myśliwski (zm. 1942)
  - Danuta Stefańska, polska siatkarka, koszykarka i piłkarka ręczna (zm. 1944)
  - Ignacy Witz, polski malarz, rysownik, plakacista, krytyk sztuki (zm. 1971)
- 1920:
  - Piet Biesiadecki, amerykański bobsleista (zm. 2000)
  - Pamela Harriman, amerykańska polityk, dyplomatka, pamiętnikarka pochodzenia brytyjskiego (zm. 1997)
  - Ndrek Prela, albański aktor (zm. 2011)
  - Éric Rohmer, francuski scenarzysta, reżyser filmowy i teatralny (zm. 2010)
  - Zbigniew Stolarek, polski reportażysta, tłumacz, poeta, redaktor książek (zm. 1988)
  - Krystyna Wiśniewska-Szabelska, polska harcerka, łączniczka dowództwa w batalionie „Parasol”, uczestniczka powstania warszawskiego (zm. 1944)
  - Stanisław Wróbel, polski rolnik, działacz społeczny, Sprawiedliwy wśród Narodów Świata (zm. 2022)
- 1921:
  - Fonty Flock, amerykański kierowca wyścigowy (zm. 1972)
  - Primož Ramovš, słoweński kompozytor (zm. 1999)
  - Alfred Rényi, węgierski matematyk pochodzenia żydowskiego (zm. 1970)
  - Mieczysław Ziętek, polski polityk, poseł na Sejm PRL (zm. 2013)
- 1922:
  - Felix Bowness, brytyjski aktor (zm. 2009)
  - Stanisława Grabska, polska teolog, publicystka, plastyk (zm. 2008)
  - Carl Reiner, amerykański aktor, komik (zm. 2020)
  - Kiyoyuki Terada, japoński wojskowy, mistrz sztuk walki (zm. 2009)
- 1923:
  - Ralph Giordano, niemiecki pisarz (zm. 2014)
  - Stanisław Nalaskowski, polski pedagog (zm. 2007)
- 1924:
  - Jozef Króner, słowacki aktor (zm. 1998)
  - Jerzy Przybysz, polski psychiatra (zm. 2017)
- 1925:
  - John Ehrlichman, amerykański polityk, pisarz (zm. 1999)
  - Yukio Kudō, japoński poeta (zm. 2008)
  - David Warren, australijski inżynier, wynalazca (zm. 2010)
- 1926 – Jewhen Kaczałowski, radziecki polityk (zm. 2011)
- 1927:
  - Thérèse Dion, kanadyjska kucharka, prezenterka telewizyjna (zm. 2020)
  - Aleksandra Michalak-Lewińska, polska projektantka tkanin (zm. 2022)
  - Bogusław Stachura, polski generał dywizji MO, szef SB (zm. 2008)
- 1928:
  - Jerome Biffle, amerykański lekkoatleta, skoczek w dal (zm. 2002)
  - Fred Rogers, amerykański kompozytor, aktor (zm. 2003)
  - Maria Zoll-Czarnecka, polska lekarka, działaczka charytatywna (zm. 2016)
- 1929:
  - Stanisław Nowosielski, polski działacz sportowy, prezes PZPN (zm. 2009)
  - Władysław Wojtasik, polski dyplomata (zm. 2015)
- 1930:
  - Ludwik Pak, polski aktor (zm. 1988)
  - Eduardo Rabossi, argentyński filozof, obrońca praw człowieka (zm. 2005)
  - Thomas Stafford Williams, nowozelandzki duchowny katolicki, arcybiskup Wellington, ordynariusz wojskowy Nowej Zelandii, kardynał (zm. 2023)
- 1931 – Peter Prabhu, indyjski duchowny katolicki, arcybiskup, nuncjusz apostolski (zm. 2013)
- 1932:
  - Ryszard Kotys, polski aktor (zm. 2021)
  - Giovanni Lievore, włoski lekkoatleta, oszczepnik (zm. 2025)
  - Tetsuo Okamoto, brazylijski pływak (zm. 2007)
  - Jürgen Warnke, niemiecki prawnik, polityk (zm. 2013)
- 1933:
  - Otar Cziładze, gruziński pisarz (zm. 2009)
  - Henryk Muszyński, polski duchowny katolicki, arcybiskup metropolita gnieźnieński i prymas Polski
  - Jan Skotnicki, polski reżyser teatralny i filmowy, aktor (zm. 2013)
  - Azeglio Vicini, włoski piłkarz, trener (zm. 2018)
- 1934:
  - Peter Berling, niemiecki producent filmowy, aktor, pisarz (zm. 2017)
  - Frank Capra Jr., amerykański producent filmowy (zm. 2007)
  - Mario Conti, brytyjski duchowny katolicki, biskup Aberdeen, arcybiskup metropolita Glasgow (zm. 2022)
  - Franz Dietl, niemiecki duchowny katolicki, biskup pomocniczy Monachium i Freising (zm. 2024)
  - David Malouf, australijski pisarz
  - Józef Ślisz, polski rolnik, polityk, wicemarszałek Senatu RP (zm. 2001)
- 1936:
  - Johanna Lüttge, niemiecka lekkoatletka, kulomiotka (zm. 2022)
  - Henryk Stroniarz, polski piłkarz, bramkarz
  - T’ae Jong Su, północnokoreański polityk
  - Karol Toeplitz, polski filozof, etyk, tłumacz, wykładowca akademicki (zm. 2024)
- 1937:
  - Krzysztof Kowalewski, polski aktor (zm. 2021)
  - Anthony Lee Kok Hin, malezyjski duchowny katolicki, biskup Miri
  - Lois Lowry, amerykańska autorka literatury dziecięcej
  - Jadwiga Polanowska-Misiorny, polska aktorka (zm. 2003)
  - Helmut Recknagel, niemiecki skoczek narciarski
  - Jerry Reed, amerykański aktor, gitarzysta (zm. 2008)
  - Anna Sadowska, polska paleobotanik, profesor nauk biologicznych (zm. 2005)
  - David Segal, brytyjski lekkoatleta, sprinter
- 1938:
  - Bill Eppridge, amerykański fotograf (zm. 2013)
  - Siergiej Nowikow, rosyjski matematyk, fizyk matematyczny, wykładowca akademicki (zm. 2024)
  - Jerzy Rostkowski, polski aktor (zm. 1996)
  - Paul Zingtung Grawng, birmański duchowny katolicki, arcybiskup Mandalaj (zm. 2020)
- 1939:
  - Zenon Kowalowski, polski kompozytor, pedagog
  - Brian Mulroney, kanadyjski prawnik, polityk, premier Kanady (zm. 2024)
- 1940:
  - Sapardi Djoko Damono, indonezyjski poeta, literaturoznawca, tłumacz (zm. 2020)
  - Giampiero Moretti, włoski kierowca wyścigowy, przedsiębiorca (zm. 2012)
  - Paul Neville, australijski polityk (zm. 2019)
  - Krzysztof Parliński, polski fizyk, wykładowca akademicki
  - Józef Stolarczyk, polski nauczyciel, regionalista, rzeźbiarz (zm. 2002)
- 1941:
  - Jerzy Duda-Gracz, polski malarz, rysownik, scenograf, pedagog (zm. 2004)
  - Kenji Kimihara, japoński lekkoatleta, maratończyk
- 1942:
  - Leif Eriksson, szwedzki piłkarz
  - Abdullah Hassan, malezyjski językoznawca, wykładowca akademicki
  - Ken Waller, amerykański kulturysta
  - You Ching, tajwański prawnik, polityk
- 1943:
  - Jaime Chávarri, hiszpański reżyser i scenarzysta filmowy
  - Mieczysław Protasowicki, polski lekarz weterynarii, polityk, senator RP
  - Roman Strzałkowski, polski uczeń (zm. 1956)
  - Douglas Tompkins, amerykański przedsiębiorca, ekolog (zm. 2015)
- 1944:
  - Christa Czekay, niemiecka lekkoatletka, sprinterka (zm. 2017)
  - Dieter Grahn, niemiecki wioślarz
  - Bruno Gonzato, włoski kolarz torowy
  - Erwin Neher, niemiecki biofizyk, wykładowca akademicki, laureat Nagrody Nobla
  - Pavel Pospíšil, czeski kucharz, restaurator (zm. 2024)
  - Władimir Woronkow, rosyjski biegacz narciarski (zm. 2018)
- 1945:
  - Louis-Joseph Manscour, martynikański i francuski samorządowiec, polityk
  - Pat Riley, amerykański koszykarz, trener i działacz koszykarski
  - Jerzy Sapiejewski, polsko-amerykański kompozytor, pedagog
  - Wim Vrösch, holenderski piłkarz, trener (zm. 2021)
  - Tadeusz Wilecki, polski generał broni
- 1946:
  - Józef Burniewicz, polski rysownik, twórca komiksów, scenograf, dziennikarz, pisarz, kompozytor
  - Julián García Valverde, hiszpański ekonomista, przedsiębiorca, polityk
  - Yasuaki Kurata, japoński aktor
  - Czesław Piątas, polski generał, wykładowca akademicki
  - Malcolm Simmons, brytyjski żużlowiec (zm. 2014)
- 1947:
  - Antonio Bassolino, włoski polityk
  - John Boswell, amerykański historyk (zm. 1994)
  - Czesław Freund, polski dyrygent, chórmistrz (zm. 2013)
  - Karel Kodejška, czeski skoczek narciarski
  - Józef Opalski, polski teatrolog, muzykolog, literaturoznawca, publicysta, reżyser teatralny, organizator festiwali, pedagog
  - José Roberto Ospina Leongómez, kolumbijski duchowny katolicki, biskup Bugi
  - Karol Stryjski, polski pisarz, politolog, historyk, ekonomista, pracownik naukowy (zm. 2017)
  - Mieczysław Strzałka, polski gimnastyk sportowy (zm. 2024)
  - Hasan ibn Talal, jordański książę
- 1948:
  - Marek Bahdaj, polski pisarz, scenarzysta filmowy
  - Henny Eman, arubański polityk, premier Aruby (zm. 2025)
  - John de Lancie, amerykański aktor
  - Bobby Orr, kanadyjski hokeista
  - Helene Vannari, estońska aktorka (zm. 2022)
- 1949:
  - Marcia Ball, amerykańska wokalistka i pianistka bluesowa
  - Josip Bozanić, chorwacki duchowny katolicki, arcybiskup Zagrzebia, kardynał
  - James Chatters, amerykański antropolog, archeolog i paleontolog
  - Anca Petrescu, rumuńska architekt, polityk (zm. 2013)
- 1950:
  - Cecylia Bajer-Paprotny, polska lekkoatletka, oszczepniczka (zm. 2019)
  - Kris De Bruyne, belgijski wokalista i gitarzysta rockowy (zm. 2021)
  - Jan Buchwald, polski reżyser teatralny, radiowy i telewizyjny, dyrektor teatrów
  - Joseph Diandy, senegalski koszykarz
  - William Hurt, amerykański aktor, producent filmowy (zm. 2022)
  - Łeonid Kluczyk, ukraiński piłkarz, trener
  - Georgi Markow, bułgarski prawnik, polityk
  - Carl Palmer, brytyjski perkusista rockowy
  - Józef Rojek, polski samorządowiec, polityk, prezydent Tarnowa, poseł na Sejm RP
  - Tom Towles, amerykański aktor (zm. 2015)
  - Stanisław Wołodko, polski lekkoatleta, dyskobol (zm. 2021)
- 1951:
  - Mohamed Ben Rehaiem, tunezyjski piłkarz (zm. 2020)
  - Zbigniew Buczkowski, polski aktor
  - Carlo Ciattini, włoski duchowny katolicki, biskup Massa Marittima-Piombino
  - Derrek Dickey, amerykański koszykarz, komentator sportowy (zm. 2002)
  - Margit Graf, austriacka saneczkarka
  - Piotr Libera, polski duchowny katolicki, biskup płocki
  - Teresa Nuñez, peruwiańska siatkarka
  - Grzegorz Pankanin, polski elektronik
  - Tadeusz Sabat, polski pszczelarz, polityk, poseł na Sejm RP
  - Jimmie Vaughan, amerykański gitarzysta i wokalista bluesowy
  - Pavla Vošahlíková, czeska historyk (zm. 2024)
- 1952:
  - Geoff Brabham, australijski kierowca wyścigowy
  - Mario Antonio Cargnello, argentyński duchowny, arcybiskup Salty
  - René Verheyen, belgijski piłkarz, trener
  - Barbara Zięba, polska gimnastyczka
- 1953:
  - Francis Chullikatt, indyjski duchowny katolicki, arcybiskup, nuncjusz apostolski
  - Henryk Dobosz, polski szachista
  - Natalja Gellert, kazachska polityk pochodzenia niemieckiego
  - Šenderis Giršovičius, litewski piłkarz, trener
  - Aleksandr Potiechin, rosyjski kierowca wyścigowy
  - Jurij Starodub, ukraiński matematyk, geofizyk
- 1954:
  - Patrick Abada, francuski lekkoatleta, tyczkarz
  - Jewgienij Bielajew, rosyjski biegacz narciarski (zm. 2003)
  - Joseph Brennan, amerykański duchowny katolicki, biskup pomocniczy Los Angeles, biskup Fresno
  - Juha Dahllund, fiński piłkarz
  - Mykoła Fedoruk, ukraiński inżynier, samorządowiec, polityk, prezydent Czerniowiec (zm. 2025)
  - Marek Miros, polski księgowy, samorządowiec, burmistrz Gołdapi (zm. 2022)
  - Christoph Ransmayr, austriacki pisarz
- 1955:
  - Francesco Baldarelli, włoski samorządowiec, polityk, eurodeputowany
  - Siegfried Bönighausen, niemiecki piłkarz
- 1956:
  - Catherine Ashton, brytyjska polityk
  - Stanisław Janke, polski poeta, prozaik, tłumacz, krytyk literacki, publicysta, twórca literatury kaszubskiej
  - Sandra Neilson, amerykańska pływaczka
  - Phil Walker, amerykański koszykarz
- 1957:
  - Amy Aquino, amerykańska aktorka
  - Jean Castaneda, francuski piłkarz, bramkarz, trener
  - Lubomir Gliniecki, polski ekonomista, polityk, poseł na Sejm RP
  - John Grogan, amerykański pisarz, dziennikarz
  - Spike Lee, amerykański reżyser, scenarzysta i producent filmowy
  - Jorge Melício, angolski rzeźbiarz
  - Francisco Osorto, salwadorski piłkarz (zm. 2023)
  - Didier Pittet, szwajcarski epidemiolog
  - Theresa Russell, amerykańska aktorka
- 1958:
  - Dieudonné Espoir Atangana, kameruński duchowny katolicki, biskup Nkongsamba
  - Raymond Centène, francuski duchowny katolicki, biskup Vannes
  - Holly Hunter, amerykańska aktorka, producentka filmowa
  - Shigenori Inoue, japoński kolarz torowy
  - Detlef Kästner, niemiecki bokser
  - Evelio Rosero, kolumbijski pisarz, dziennikarz
  - Piotr Smolana, polski samorządowiec, polityk, poseł na Sejm RP
  - Remigiusz Trawiński, polski trener i działacz piłkarski, przedsiębiorca
- 1959:
  - Dave Beasant, angielski piłkarz, bramkarz
  - Ołeh Dubyna, ukraiński przedsiębiorca, polityk
  - Rafał Eysymontt, polski historyk sztuki
- 1960:
  - Manuel António Mendes dos Santos, portugalski duchowny katolicki, biskup diecezji Wysp Świętego Tomasza i Książęcej
  - Krzysztof Olszewski, polski siatkarz
  - John Philip Saklil, indonezyjski duchowny katolicki, biskup Timiki (zm. 2019)
  - Carlos Sala, hiszpański lekkoatleta, płotkarz
- 1961:
  - Ingrid Arndt-Brauer, niemiecka polityk
  - Hovsep Bezazian, syryjski duchowny ormiańskokatolicki, administrator apostolski Grecji
  - Đuro Hranić, chorwacki duchowny katolicki, arcybiskup metropolita Ðakova-Osijeka
  - Michael O’Leary, irlandzki przedsiębiorca
  - Jesper Olsen, duński piłkarz
- 1962:
  - Bassam Aouil, syryjsko-polski psycholog, seksuolog, wykładowca akademicki
  - Jarosław Hyk, polski ekonomista, działacz opozycji antykomunistycznej (zm. 2022)
  - Stephen Sommers, amerykański reżyser, scenarzysta i producent filmowy
  - Paul Wade, australijski piłkarz pochodzenia angielskiego
  - Johnny Weltz, duński kolarz szosowy
- 1963:
  - Stephan Ackermann, niemiecki duchowny katolicki, biskup Trewiru
  - Ramon Andersson, australijski kajakarz
  - Paul Annacone, amerykański tenisista, trener
  - Maggie Estep, amerykańska pisarka (zm. 2014)
  - Radek Fukala, czeski historyk, wykładowca akademicki
  - Jewgienij Glejzerow, rosyjski szachista
  - Anouk Grinberg, francuska aktorka
  - Kathy Ireland, amerykańska aktorka
  - Grzegorz Kozera, polski poeta, prozaik, dziennikarz
  - Miroslav Lajčák, słowacki polityk, dyplomata
  - Jacek Łączyński, polski koszykarz, trener, komentator sportowy
  - Jelena Romanowa, rosyjska lekkoatletka, biegaczka długodystansowa (zm. 2007)
  - Andriej Sokołow, francuski szachista pochodzenia rosyjskiego
  - David Thewlis, brytyjski aktor, reżyser filmowy
  - Jan Zahradil, czeski polityk, eurodeputowany
- 1964:
  - Natacha Atlas, belgijska piosenkarka pochodzenia arabskiego
  - Piotr Banaszak, polski sztangista
  - Jolanta Bartczak, polska lekkoatletka, skoczkini w dal
  - Bryan Genesse, kanadyjski aktor
  - Robert Grudzień, polski muzyk, kompozytor, dyrektor festiwali muzycznych, producent muzyczny i teatralny
  - Aleksandrs Mirskis, łotewski inżynier, polityk pochodzenia rosyjsko-żydowskiego
- 1965:
  - Taeko Kawata, japońska aktorka głosowa
  - Tomasz Kożuchowski, polski perkusista, członek zespołów: Tilt i Armia
- 1966:
  - Chung Jong-son, południowokoreański piłkarz, trener
  - Irma Kurti, albańska poetka, dziennikarka
  - Gabriel Moya, hiszpański piłkarz
  - Iwona Skowron-Dobrowolska, polska artystka, malarka
  - Adam Supeł, polski polityk, wojewoda warmińsko-mazurski
- 1967:
  - Xavier Beauvois, francuski aktor, reżyser i scenarzysta filmowy
  - Bajram Begaj, albański wojskowy, polityk, prezydent Albanii
  - Mookie Blaylock, amerykański koszykarz
  - Nikołaj Buchałow, bułgarski kajakarz, kanadyjkarz
  - Bohdan Dziurach, ukraiński duchowny greckokatolicki, egzarcha apostolski Niemiec i Skandynawii
  - Igor Polanski, rosyjski pływak
  - Jonas Thern, szwedzki piłkarz, trener
  - Miriam Vogt, niemiecka narciarka alpejska
  - Marc Warren, brytyjski aktor
  - Paweł Wdówik, polski działacz społeczny, urzędnik państwowy
- 1968:
  - Roman Brodniak, polski górnik, związkowiec, polityk, poseł na Sejm RP
  - António Juliasse Ferreira Sandramo, mozambicki duchowny katolicki, biskup Pemby
  - John Kocinski, amerykański motocyklista wyścigowy
  - Michael Lowry, amerykański aktor
  - Lawrence Makoare, nowozelandzki aktor pochodzenia maoryskiego
  - Juryj Malejeu, białoruski piłkarz
  - Fernando Palomeque, meksykański piłkarz, bramkarz, trener
  - Liza Snyder, amerykańska aktorka
  - Jekatierina Striżenowa, rosyjska aktorka, prezenterka telewizyjna
  - Andrzej Struj, polski policjant (zm. 2010)
- 1969:
  - Simon Busuttil, maltański prawnik, polityk
  - Annette Bußmann, niemiecka śpiewaczka operowa (alt), dyplomatka (zm. 2011)
  - Yvette Cooper, brytyjska polityk
  - Mannie Fresh, amerykański raper, producent muzyczny
  - Agnieszka Rayzacher, polska krytyk sztuki, promotorka polskich artystów
- 1970:
  - Edoardo Ballerini amerykański aktor pochodzenia włoskiego
  - Michael Rapaport, amerykański aktor, komik pochodzenia żydowskiego
  - Ołeksandr Tretiakow, ukraiński przedsiębiorca, polityk
- 1971:
  - Murray Bartlett, australijski aktor
  - Agnieszka Krukówna, polska aktorka
  - Juan Luis Marén, kubański zapaśnik
  - Siergiej Martynow, rosyjski zapaśnik (zm. 1997)
  - Faouzi Rouissi, tunezyjski piłkarz
- 1972:
  - Segundo Cernadas, argentyński aktor
  - Emily Giffin, amerykańska pisarka
  - Chilly Gonzales, kanadyjski raper, pianista, kompozytor, producent muzyczny pochodzenia żydowskiego
  - Daniela Hunger, niemiecka pływaczka
  - Alex Kapranos, brytyjski gitarzysta, wokalista, lider zespołu Franz Ferdinand
  - Pedro Lamy, portugalski kierowca wyścigowy
  - Andrzej Lichota, polski malarz, rysownik, twórca filmów animowanych
  - Greg Searle, brytyjski wioślarz
  - Jarosław Stolarczyk, polski polityk, poseł na Sejm RP
- 1973 – Jane March, brytyjska aktorka, modelka
- 1974:
  - Mattias Asper, szwedzki piłkarz, bramkarz
  - Enrique Cáceres, paragwajski sędzia piłkarski pochodzenia argentyńskiego
  - Sam Dunn, kanadyjski muzyk, reżyser filmowy, antropolog
  - Manuela Lutze, niemiecka wioślarka
  - Andrzej Pilipiuk, polski pisarz, publicysta
  - Carsten Ramelow, niemiecki piłkarz
  - Andy Roberts, angielski piłkarz
  - Arath de la Torre, meksykański aktor
  - Elo Viiding, estońska poetka
- 1975:
  - Djamel Ainaoui, francuski zapaśnik
  - Hans Petter Buraas, norweski narciarz alpejski
  - Aneta Kaczorowska, polska judoczka
  - Bryan Kirkwood, amerykański aktor
  - Denny Kirkwood, amerykański aktor
  - Isolde Kostner, włoska narciarka alpejska
  - Andrius Kupčinskas, litewski polityk, samorządowiec, burmistrz Kowna
  - Silvio Marić, chorwacki piłkarz
  - Andżelika Możdżanowska, polska ekonomistka, dziennikarka, polityk, senator, poseł na Sejm RP i eurodeputowana
  - Jurij Pawłenko, ukraiński polityk
- 1976:
  - Monika Stańczak, polska koszykarka
  - Chester Bennington, amerykański wokalista, członek zespołów: Grey Daze, Linkin Park, Dead by Sunrise i Stone Temple Pilots (zm. 2017)
  - Kristian Hammer, norweski kombinator norweski
  - Andrzej Kasprzyk, polski muzyk, kompozytor, producent muzyczny
- 1977:
  - Daniel Beger, polski samorządowiec, prezydent Świętochłowic
  - Wadzim Dziewiatouski, białoruski lekkoatleta, młociarz, polityk
  - Agnieszka Gortel-Maciuk, polska lekkoatletka, biegaczka długodystansowa
  - Gayatri Joshi, indyjska aktorka, modelka
  - Wouter Koolmees, holenderski ekonomista, polityk
  - Bogdan Miklusz, polski dziennikarz, poeta
  - Poli, hiszpański piłkarz
- 1978:
  - Jacek Najder, polski przedsiębiorca, polityk, poseł na Sejm RP
  - Corné du Plessis, południowoafrykański lekkoatleta, sprinter
  - Julien Sicot, francuski pływak
  - Van Velzen, holenderski muzyk, piosenkarz
- 1979:
  - Freema Agyeman, brytyjska aktorka pochodzenia ghańsko-irańskiego
  - Yann Bidonga, gaboński piłkarz, bramkarz
  - Duke Johnson, amerykański twórca filmów animowanych
  - Donika Kada-Bujupi, kosowska dziennikarka
  - Bianca Lawson, amerykańska aktorka
  - Keven Mealamu, nowozelandzki rugbysta
  - Silvia Navarro, hiszpańska piłkarka ręczna, bramkarka
  - Jan Piński, polski dziennikarz, publicysta, szachista
  - Paweł Rańda, polski wioślarz
  - Francileudo dos Santos, tunezyjski piłkarz pochodzenia brazylijskiego
  - Valdas Trakys, litewski piłkarz
- 1980:
  - Ivan Bartoš, czeski polityk
  - Philipp Bönig, niemiecki piłkarz
  - Jamal Crawford, amerykański koszykarz
  - Anna Harkowska, polska kolarka, paraolimpijka
  - Robertas Javtokas, litewski koszykarz
  - Aleksandr Kobrin, rosyjski pianista
  - Witalij Kutuzau, białoruski piłkarz
  - Mats Larsson, szwedzki biegacz narciarski
  - Morteza Mahjoob, irański szachista
  - Surprise Moriri, południowoafrykański piłkarz
  - Michelle Snow, amerykańska koszykarka
  - Denys Zabłudowski, ukraiński hokeista
- 1981:
  - Stanisław Genczew, bułgarski piłkarz
  - Marcin Sroka, polski koszykarz
  - Wang Lei, chiński szermierz
  - Tibor Weißenborn, niemiecki hokeista na trawie
  - Adrian Witczak, polski nauczyciel, polityk, poseł na Sejm RP
- 1982:
  - Rory Fallon, nowozelandzki piłkarz
  - Tomasz Kuszczak, polski piłkarz, bramkarz
  - Uranczimegijn Mönch-Erden, mongolski bokser
  - Israel Rodríguez, hiszpański aktor
  - Afroditi Skafida, grecka lekkoatletka, tyczkarka
  - Lucy Wicks, brytyjska siatkarka
  - Conrad Williams, brytyjski lekkoatleta, sprinter
- 1983:
  - Michael Cassidy, amerykański aktor
  - Diguinho, brazylijski piłkarz
  - Thomas Kahlenberg, duński piłkarz
  - Eiji Kawashima, japoński piłkarz, bramkarz
  - Jeanette Kwakye, brytyjska lekkoatletka, sprinterka pochodzenia ghańskiego
  - Carlos Trejo, meksykański piłkarz, bramkarz
  - Jenni Vartiainen, fińska piosenkarka
- 1984:
  - Dita Krūmberga, łotewska koszykarka
  - Robert Almer, austriacki piłkarz, bramkarz
  - Irina Chazowa, rosyjska biegaczka narciarska
  - Valtteri Filppula, fiński hokeista
  - Christy Carlson Romano, amerykańska aktorka, piosenkarka
  - Aneta Stodólna, polska fizyk
  - Fernando Torres, hiszpański piłkarz
- 1985:
  - Amit Ben-Szuszan, izraelski piłkarz
  - Ronnie Brewer, amerykański koszykarz
  - Sidi Yaya Keita, malijski piłkarz
  - Kim Min-jung, południowokoreańska łyżwiarka szybka, specjalistka short tracku
  - Nicolas Lombaerts, belgijski piłkarz
- 1986:
  - Rok Benkovič, słoweński skoczek narciarski
  - Dean Geyer, australijski aktor, piosenkarz
  - Ruby Rose, australijska aktorka, modelka
  - Román Torres, panamski piłkarz
- 1987:
  - Jon Brockman, amerykański koszykarz
  - James Foad, brytyjski wioślarz
  - Marcin Januszkiewicz, polski aktor, piosenkarz, autor tekstów, kompozytor
  - Jô, brazylijski piłkarz
  - Siarhiej Kascicyn, białoruski hokeista
  - Cristian Noriega, gwatemalski piłkarz
  - Ewelina Ptak, polska lekkoatletka, sprinterka
  - Kangana Ranaut, indyjska aktorka
  - Jure Škoberne, słoweński szachista
- 1988:
  - Jan Blažek, czeski piłkarz
  - Alberto Bueno, hiszpański piłkarz
  - Cornelia Deiac, rumuńska lekkoatletka, skoczkini w dal
  - Danny García, amerykański bokser
  - Jakub Gierszał, polski aktor
  - Moniek Nijhuis, holenderska pływaczka
  - Louie Vito, amerykański snowboardzista
- 1989:
  - Richard Almeida, azerski piłkarz pochodzenia brazylijskiego
  - Xavier Dolan, kanadyjski aktor, reżyser i scenarzysta filmowy
  - Yoris Grandjean, belgijski piłkarz
  - Catherine McNeil, australijska modelka
  - Heather Richardson, amerykańska łyżwiarka szybka
  - William Yarbrough, amerykański piłkarz, bramkarz pochodzenia meksykańskiego
  - Zheng Xingjuan, chińska lekkoatletka, skoczkini wzwyż
- 1990:
  - Cédric Amissi, burundyjski piłkarz
  - Tamara Gałucha, polska siatkarka
  - Witalij Mielnikow, rosyjski pływak
  - Nektaria Panaji, cypryjska lekkoatletka, skoczkini w dal
  - Iwan Popow, rosyjski szachista
  - Marcos Rojo, argentyński piłkarz
  - Daniel Royer, austriacki piłkarz
  - Switłana Szmidt, ukraińska lekkoatletka, biegaczka długodystansowa
- 1991:
  - Mattia Destro, włoski piłkarz
  - Anastasija Harelik, białoruska siatkarka
  - Lucie Jones, brytyjska piosenkarka
  - Michał Kucharczyk, polski piłkarz
  - Nick Leddy, amerykański hokeista
  - Piotr Nowak, polski łucznik
  - Alexis Pinturault, francuski narciarz alpejski
  - Olga Samul, polska siatkarka
- 1992:
  - Lara Arruabarrena, hiszpańska tenisistka
  - Justin Faulk, amerykański hokeista
  - Fatima Ezzahra Gardadi, marokańska lekkoatletka, biegaczka długodystansowa
  - Norbert Kulon, polski koszykarz
  - Sandrine Mainville, kanadyjska pływaczka
  - Baissama Sankoh, gwinejski piłkarz
- 1993:
  - Isaac Herrera, peruwiański bokser
  - Fabián Noguera, argentyński piłkarz
  - JaKarr Sampson, amerykański koszykarz
  - Zarina Sejytkazynowa, kazachska siatkarka
  - Sloane Stephens, amerykańska tenisistka
- 1994:
  - Jean-Eudes Aholou, iworyjski piłkarz
  - Artiom Błażyjewski, rosyjski hokeista
  - Joshua Brenet, holenderski piłkarz
  - R’Bonney Gabriel, amerykańska modelka, projektantka mody pochodzenia filipińskiego
  - Derlis González, paragwajski piłkarz
  - Witalij Kolcow, ukraiński piłkarz
  - Agnieszka Osial, polska kickboxerka
  - Ivana Tikvić, chorwacka koszykarka
  - Silje Waade, norweska piłkarka ręczna
- 1995:
  - Lindsay Allen, amerykańska koszykarka
  - Wiktorija Bobewa, bułgarska zapaśniczka
  - Kevin Carabantes, salwadorski piłkarz, bramkarz
  - Léo Jardim, brazylijski piłkarz, bramkarz
  - Milica Kubura, serbska siatkarka
  - Shamier Little, amerykańska lekkoatletka, płotkarka i sprinterka
  - Dominik Mayländer, niemiecki skoczek narciarski
  - Antonio Tuivuna, fidżyjski piłkarz
  - Artur Szalpuk, polski siatkarz
  - Saša Zdjelar, serbski piłkarz
- 1996:
  - Karol Angielski, polski piłkarz
  - Benjamin Bresch, luksemburski piłkarz
  - Mitch Finesilver, amerykański i izraelski zapaśnik
  - Ella Mountbatten, brytyjska arystokratka
  - Alan Rodríguez, meksykański piłkarz
  - Russ Millions, brytyjski raper, autor tekstów
  - Pascal Stenzel, niemiecki piłkarz
- 1997:
  - Bryan Cabezas, ekwadorski piłkarz
  - Thomas Deng, australijski piłkarz pochodzenia sudańskiego
  - Marija Istomina, rosyjska biegaczka narciarska
  - Gape Mohutsiwa, botswański piłkarz
  - Jamila Sanmoogan, gujańska pływaczka
- 1998:
  - Dżoni Checuriani, gruziński zapaśnik
  - Pedro Vitor Ferreira da Silva, brazylijski piłkarz
  - Tomasz Gąsior, polski futsalista
  - Letesenbet Gidey, etiopska lekkoatletka, biegaczka długodystansowa
  - Martyna Kłoda, polska siatkarka halowa i plażowa
  - Victor Stînă, mołdawski piłkarz
- 1999:
  - Jamal Cain, amerykański koszykarz
  - Alexis Gamboa, kostarykański piłkarz
  - Justin Rennicks, amerykański piłkarz
  - Jan Sobociński, polski piłkarz
- 2000 – Nicola Kuhn, niemiecki tenisista
- 2001 – Marcus Kallionkieli, fiński hokeista pochodzenia brazylijskiego
- 2002:
  - Uziel Maltez, panamski piłkarz
  - Waldner Vásquez, nikaraguański piłkarz
- 2003 – Illa Kwasnycia, ukraiński piłkarz
- 2005 – Diogo Bagüí, ekwadorski piłkarz

## Zmarli
- 687 – Kutbert z Lindisfarne, angielski mnich, święty (ur. ok. 634)
- 851 – Ermengarda z Tours, cesarzowa rzymsko-niemiecka (ur. ?)
- 1191 – Klemens III, papież (ur. ?)
- 1239 – Hermann von Salza, wielki mistrz zakonu krzyżackiego (ur. ok. 1179)
- 1351 – Muhammad Tughlak, władca Sułtanatu Delhijskiego (ur. ok. 1290)
- 1286 – Ambroży Sansedoni, włoski dominikanin, błogosławiony (ur. 1200)
- 1352 – Obizzo III d’Este, senior Ferrary i Modeny (ur. 1294)
- 1390 – Aleksy III Komnen, cesarz Trapezuntu (ur. 1338)
- 1393 – Jan Nepomucen, czeski duchowny katolicki, kanonik, męczennik, święty (ur. 1350)
- 1403 – Jolanta Helena, księżniczka cieszyńska, klaryska (ur. ok. 1331)
- 1413 – Henryk IV Lancaster, król Anglii (ur. 1367)
- 1440 – Zygmunt Kiejstutowicz, wielki książę litewski (ur. po 1350)
- 1516 – Baptysta Spagnoli, włoski karmelita, błogosławiony (ur. 1447)
- 1549 – Thomas Seymour, angielski arystokrata, polityk (ur. ok. 1508)
- 1568:
  - Anna Maria Brunszwicka, księżna pruska (ur. 1532)
  - Albrecht Hohenzollern, ostatni wielki mistrz zakonu krzyżackiego, książę w Prusach (ur. 1490)
- 1582 – Augustyn Mieleski Rotundus, polski pisarz, historyk (ur. ok. 1520)
- 1585 – Jorge de Almeida, portugalski duchowny katolicki, arcybiskup Lizbony, generalny inkwizytor Portugalii (ur. 1531)
- 1597 – Antonio da Ponte, włoski architekt, inżynier (ur. 1512)
- 1600 – Erik Larsson Sparre, szwedzki polityk (ur. 1550)
- 1610 – (lub 19 marca) Tōhaku Hasegawa, japoński malarz (ur. 1539)
- 1611 – Johann Georg Godelmann, niemiecki prawnik, dyplomata, luterański teoretyk czarownictwa (ur. 1559)
- 1617 – François d’Aguilon, belgijski jezuita, uczony (ur. 1556/1557)
- 1619:
  - Hipolit Galantini, włoski katecheta, błogosławiony (ur. 1565)
  - Maciej Habsburg, cesarz rzymsko-niemiecki, arcyksiążę austriacki, król Czech, Węgier i Chorwacji (ur. 1557)
- 1673 – Augustyn Kordecki, polski zakonnik, paulin, przeor klasztoru na Jasnej Górze (ur. 1603)
- 1681 – Ulrich von Werdum, niemiecki dyplomata, pamiętnikarz (ur. 1632)
- 1687 – Magdalena Sybilla Hohenzollern, księżniczka brandenburska, księżna-elektorowa Saksonii (ur. 1612)
- 1710 – Jan Josef Breuner, czeski duchowny katolicki, arcybiskup metropolita praski i prymas Czech (ur. 1641)
- 1725 – Samuel Fritz, czeski jezuita, misjonarz, kartograf, podróżnik (ur. 1654)
- 1728 – Kamil Tallard, francuski wojskowy, dyplomata, marszałek Francji (ur. 1652)
- 1730 – Adrienne Lecouvreur, francuska aktorka (ur. 1692)
- 1746 – Nicolas de Largillière, francuski malarz (ur. 1656)
- 1757 – Johann Anton Langenhahn (starszy), niemiecki rzeźbiarz (ur. 1700)
- 1767 – Firmin Abauzit, francuski fizyk, filozof, teolog, bibliotekarz (ur. 1679)
- 1768 – Karol Józef Sapieha, polski szlachcic, polityk (ur. 1718)
- 1771 – Louis-Michel van Loo, francuski malarz, portrecista (ur. 1707)
- 1775 – Pedro Antonio de Barroeta Angel, hiszpański duchowny katolicki, arcybiskup metropolita Limy i prymas Peru, arcybiskup metropolita Granady (ur. 1701)
- 1780 – Andrzej Stanisław Młodziejowski, polski duchowny katolicki, biskup przemyski i poznański, podkanclerzy koronny, kanclerz wielki koronny, konsyliarz Rady Nieustającej (ur. 1717)
- 1794 – Nicolas Haxo, francuski generał, rewolucjonista (ur. 1749)
- 1806 – Salomea Deszner, polska aktorka, śpiewaczka operowa (sopran) (ur. 1759)
- 1811 – Charles Erskine, włoski kardynał pochodzenia szkockiego (ur. 1739)
- 1812:
  - Jan Ladislav Dussek, czeski kompozytor, pianista (ur. 1760)
  - Tomasz Gertner, polski malarz pochodzenia niemieckiego (ur. 1743)
- 1813 – Fryderyk Spaeth, polski lekarz, uczestnik insurekcji kościuszkowskiej (ur. 1747)
- 1816 – Maria I, królowa Portugalii (ur. 1734)
- 1818 – Johann Nikolaus Forkel, niemiecki kompozytor, muzykolog (ur. 1749)
- 1819 – Sebastian Jan Kanty Czochron, polski duchowny katolicki, filozof, prawnik, wykładowca akademicki (ur. 1750)
- 1827 – Adam Johann Braun, austriacki malarz (ur. 1748)
- 1828 – (lub 28 marca) Tymon Zaborowski, polski poeta, dramatopisarz, tłumacz i krytyk literacki (ur. 1799)
- 1829 – Franciszek Łoś, polski hrabia, oficer, polityk (ur. 1756)
- 1830 – Kazimierz Lemnicki, polski kapitan artylerii, polityk (ur. 1730)
- 1835 – Aaron Halle-Wolfssohn, niemiecki pisarz pochodzenia żydowskiego (ur. 1754)
- 1844 – Pierre Claude Pajol, francuski generał kawalerii, polityk (ur. 1772)
- 1849 – Marie Dorval, francuska aktorka (ur. 1798)
- 1855 – Joseph Aspdin, brytyjski przedsiębiorca, wynalazca (ur. 1778)
- 1857 – Pierre-Armand Dufrénoy, francuski geolog, mineralog, inżynier górniczy (ur. 1792)
- 1866 – Rikard Nordraak, norweski kompozytor (ur. 1842)
- 1872 – Franciszek od Jezusa, Maryi, Józefa Palau y Quer, hiszpański karmelita, błogosławiony (ur. 1811)
- 1874 – Hans Christian Lumbye, duński kompozytor (ur. 1810)
- 1875 – January Suchodolski, polski oficer, malarz batalista (ur. 1797)
- 1878 – Julius Robert von Mayer, niemiecki lekarz, fizyk (ur. 1814)
- 1879 – Karol Drzewiecki, polski dramatopisarz, uczestnik powstania listopadowego (ur. 1805)
- 1880 – Wilhelm Philipp Schimper, niemiecko-francuski botanik, wykładowca akademicki (ur. 1808)
- 1883 – Charles Lasègue, francuski lekarz (ur. 1816)
- 1894 – Lajos Kossuth, węgierski działacz niepodległościowy, polityk, prawnik, dziennikarz (ur. 1802)
- 1895:
  - Ludwig Schläfli, niemiecki matematyk, wykładowca akademicki (ur. 1814)
  - Waldemar, książę Lippe, pruski generał kawalerii (ur. 1824)
- 1897 – Augustin Morvan, francuski lekarz, polityk, pisarz (ur. 1819)
- 1898 – Iwan Szyszkin, rosyjski malarz (ur. 1832)
- 1899:
  - Carlos Jiménez Gotall, hiszpański polityk (ur. 1812)
  - Martha M. Place, amerykańska morderczyni (ur. 1854–55)
- 1902 – Abraham Szalom Friedberg, polski pisarz pochodzenia żydowskiego (ur. 1838)
- 1903 – Olive Oatman, Amerykanka porwana przez Indian (ur. 1837)
- 1905 – Maria Wysłouchowa, polska nauczycielka, działaczka oświatowa i społeczna, wydawczyni (ur. 1858)
- 1906 – Adeline Dutton Train Whitney, amerykańska poetka, pisarka (ur. 1824)
- 1907 – Ottomar Rosenbach, niemiecki internista, patolog, wykładowca akademicki (ur. 1851)
- 1909 – Sientje van Houten, holenderska malarka (ur. 1834)
- 1910:
  - Władysław Knapiński, polski duchowny katolicki, biblista, profesor i rektor Uniwersytetu Jagiellońskiego (ur. 1838)
  - Nadar, francuski fotograf, dziennikarz, rysownik, karykaturzysta (ur. 1820)
  - Iwan Podgorodnikow, rosyjski polityk (ur. 1840)
- 1912 – Maria Józefa od Serca Jezusowego, hiszpańska zakonnica, święta (ur. 1842)
- 1916 – Mieczysław Warmski, polski nauczyciel, historyk oświaty (ur. 1855)
- 1917 – John O’Byrne, francuski dowódca okrętów podwodnych (ur. 1878)
- 1919 – François Henri Hallopeau, francuski dermatolog (ur. 1842)
- 1920:
  - Zofia Bukowiecka, polska autorka literatury dziecięcej i młodzieżowej (ur. 1844)
  - Kazimierz Chłędowski, polski pisarz, pamiętnikarz, satyryk, kulturoznawca, gawędziarz (ur. 1843)
  - Henryka Ładnowska, polska aktorka (ur. ?)
- 1923:
  - Maksymilian Biennenstock, polski publicysta, tłumacz, literat, pedagog, działacz społeczny, polityk, senator RP pochodzenia żydowskiego (ur. 1881)
  - Józef Bilczewski, polski duchowny katolicki, arcybiskup lwowski obrządku łacińskiego, święty (ur. 1860)
  - Alaksandr Burbis, białoruski teatrolog, historyk, etnograf, działacz społeczny i polityczny (ur. 1885)
  - George Everard Gibbons, brytyjski pilot wojskowy, as myśliwski (ur. 1895)
- 1924:
  - Fernand Cormon, francuski malarz, dekorator, pedagog (ur. 1845)
  - Sophia Goudstikker, niemiecka sufrażystka, fotografka (ur. 1865)
  - Stefan Łaszewski, polski prawnik, sędzia, działacz niepodległościowy, polityk, wojewoda pomorski (ur. 1862)
- 1925 – George Curzon, brytyjski polityk, minister spraw zagranicznych (ur. 1859)
- 1926:
  - Luiza Bernadotte, księżniczka szwedzka i norweska, królowa duńska (ur. 1851)
  - Anatole Le Braz, francuski poeta, prozaik, filozof, bard bretoński (ur. 1859)
- 1928:
  - William Henry, brytyjski pływak, piłkarz wodny (ur. 1859)
  - Wincenty Kruziński, polski kompozytor (ur. 1840)
- 1929:
  - Ferdinand Foch, francuski dowódca wojskowy, marszałek Francji, marszałek Polski, feldmarszałek Wielkiej Brytanii (ur. 1851)
  - Zofia Kowerska, polska pisarka, krytyk literacki (ur. 1845)
- 1930 – Arthur Andrews, amerykański kolarz torowy (ur. 1876)
- 1931 – Hermann Müller, niemiecki polityk, kanclerz Rzeszy (ur. 1876)
- 1932 – Ilja Iwanow, rosyjski biolog (ur. 1870)
- 1933 – Giuseppe Zangara, włoski zamachowiec (ur. 1900)
- 1934 – Emma Waldeck-Pyrmont, królowa Holandii (ur. 1858)
- 1935 – Jón Þorláksson, islandzki polityk, premier Islandii (ur. 1877).
- 1936 – Robert Bontine Cunninghame Graham, szkocki pisarz, dziennikarz, polityk, podróżnik (ur. 1852)
- 1937:
  - Arthur Bernède, francuski pisarz (ur. 1871)
  - André Raynaud, francuski kolarz szosowy i torowy (ur. 1904)
- 1938:
  - Gustav Kolb, niemiecki psychiatra (ur. 1870)
  - Aleksandyr Malinow, bułgarski prawnik, polityk, premier Bułgarii (ur. 1867)
- 1939 – James Samuel Risien Russell, brytyjski neurolog (ur. 1863)
- 1940:
  - Antonina Englisch, polska taterniczka (ur. 1853)
  - Alf Liczmański, polski działacz polonijny, harcmistrz (ur. 1904)
- 1941:
  - Izabela Moszczeńska-Rzepecka, polska feministka, publicystka (ur. 1864)
  - Antoni Zachemski, polski prozaik, poeta, publicysta, działacz ruchu podhalańskiego (ur. 1903)
- 1942:
  - Władysław Dzierżyński, rosyjski i polski neurolog, psychiatra (ur. 1881)
  - Mścisław Frankowski, polski urzędnik, polityk, powstaniec wielkopolski, działacz podziemia antynazistowskiego (ur. 1900)
  - Kazimierz Józef Kowalski, polski adwokat, działacz polityczny, uczestnik ruchu oporu (ur. 1904)
  - Stefan Piotrowski, polski weterynarz, działacz polityczny, uczestnik ruchu oporu (ur. 1881)
  - Józefat Sikorski, polski działacz akademicki, uczestnik podziemia antynazistowskiego (ur. 1905)
  - Antoni Wolniewicz, polski oficer, polityk, działacz podziemia antynazistowskiego (ur. 1911)
- 1943:
  - Franciszek Andrzejczyk, polski rolnik (ur. 1891)
  - Heinrich Zimmer, niemiecki indolog, wykładowca akademicki (ur. 1890)
- 1944:
  - Wasyl Bławacki, ukraiński prawnik, adwokat, działacz społeczny, polityk (ur. 1889)
  - François Debeauvais, bretoński działacz nacjonalistyczny, kolaborant (ur. 1902)
  - Bohdan Kleczyński, polski podpułkownik dyplomowany pilot (ur. 1900)
  - Ilja Maszkow, rosyjski malarz (ur. 1881)
  - Lucyna Radziejowska, polska nauczycielka (ur. 1899)
  - Antoni Sadzewicz, polski dziennikarz (ur. 1875)
  - (lub 1943) Nina Świerczewska, polska aktorka (ur. 1907)
- 1945:
  - Edward Bettmann, polski działacz socjalistyczny, związkowy i samorządowy, polityk, poseł na Sejm RP (ur. 1899)
  - Erich Büttner, niemiecki pilot wojskowy, as myśliwski (ur. ?)
  - Alfred Douglas, brytyjski poeta, prozaik, tłumacz (ur. 1870)
  - Ludwik Evert, polski przemysłowiec, działacz społeczny, polityk, senator RP (ur. 1863)
  - Marceli Handelsman, polski historyk, wykładowca akademicki pochodzenia żydowskiego (ur. 1882)
  - Leon Magnuszewski, polski sierżant sztabowy (ur. 1884)
- 1946:
  - Amir Hamzah, indonezyjski poeta (ur. 1911)
  - Ernest Peterlin, jugosłowiański podpułkownik, kolaborant (ur. 1903)
  - Frederick M. Smith, amerykański duchowny mormoński (ur. 1874)
  - Paweł Zagórowski, polski podpułkownik dyplomowany piechoty (ur. 1896)
- 1947:
  - Hermann von Choltitz, niemiecki polityk (ur. 1868)
  - Victor Moritz Goldschmidt, norweski geochemik, petrograf, mineralog, wykładowca akademicki pochodzenia żydowskiego (ur. 1888)
- 1949:
  - Italo Foschi, włoski piłkarz, działacz sportowy, polityk (ur. 1884)
  - Karl Neuner, niemiecki kombinator norweski (ur. 1902)
- 1950 – Walter Eucken, niemiecki ekonomista, wykładowca akademicki (ur. 1891)
- 1951:
  - Alfredo Baquerizo, ekwadorski pisarz, polityk, prezydent Ekwadoru (ur. 1859)
  - Ricardo Leoncio Elías Arias, peruwiański polityk, prezydent Peru (ur. 1874)
- 1953 – Henry Oberholzer, brytyjski gimnastyk (ur. 1893)
- 1955 – Maciej Jargoń, polski kowal, działacz niepodległościowy (ur. 1880)[5]
- 1956:
  - Fanny Durack, australijska pływaczka (ur. 1889)
  - Wilhelm Miklas, austriacki polityk, prezydent Austrii (ur. 1872)
- 1962 – Charles Wright Mills, amerykański socjolog (ur. 1916)
- 1963 – Manuel Arteaga y Betancourt, kubański kardynał (ur. 1879)
- 1964 – Brendan Behan, irlandzki poeta, prozaik, dramaturg (ur. 1923)
- 1965 – Daniel Frank, amerykański lekkoatleta, skoczek w dal (ur. 1882)
- 1968 – Carl Theodor Dreyer, duński reżyser filmowy (ur. 1889)
- 1970:
  - Herbert Grundmann, niemiecki historyk (ur. 1902)
  - Jaipal Singh, indyjski hokeista na trawie (ur. 1903)
- 1971 – Wanda Dynowska, polska tłumaczka, popularyzatorka duchowej kultury indyjskiej i tybetańskiej (ur. 1888)
- 1972:
  - Peter Marius Andersen, duński piłkarz (ur. 1906)
  - Gerard Bosch van Drakestein, holenderski kolarz torowy (ur. 1887)
  - Laurent Casanova, francuski polityk komunistyczny, działacz ruchu oporu (ur. 1885)
  - Marilyn Maxwell, amerykańska aktorka (ur. 1921)
- 1974:
  - Stanisława Groblewska, polska tenisistka, porucznik AK (ur. 1895)
  - Chet Huntley, amerykański spiker telewizyjny (ur. 1911)
- 1975:
  - Jakub Burbon, książę Segowii i Andegawenii, legitymistyczny pretendent do tronu Francji (ur. 1908)
  - Kazimierz Jankowski, polski generał brygady (ur. 1921)
- 1976 – Friedrich Donnenfeld, austriacki piłkarz, trener (ur. 1912)
- 1977:
  - Roberto Emílio da Cunha, brazylijski piłkarz (ur. 1912)
  - Kenjirō Shōda, japoński matematyk, wykładowca akademicki (ur. 1902)
- 1978 – Jacques Brugnon, francuski tenisista (ur. 1895)
- 1979:
  - Winton C. Hoch, amerykański operator filmowy (ur. 1905)
  - Zofia Hołub-Pacewiczowa, polska geograf, etnograf, wykładowczyni akademicka (ur. 1895)
- 1981:
  - Irving Jaffee, amerykański łyżwiarz szybki (ur. 1906)
  - Jewdokim Malcew, radziecki generał armii, polityk (ur. 1910)
  - Irena Weissowa, polska malarka (ur. 1888)
- 1982:
  - Nikołaj Czesnokow, radziecki polityk (ur. 1905)
  - Aleksandra Stypułkowska, polska adwokat, dziennikarka emigracyjna (ur. 1906)
  - Marietta Szaginian, rosyjska dziennikarka, pisarka, polityk pochodzenia ormiańskiego (ur. 1888)
- 1983:
  - Thure Ahlqvist, szwedzki bokser (ur. 1907)
  - Bolesław Mirgałowski, polski pułkownik (ur. 1889)
  - Iwan Winogradow, rosyjski matematyk, wykładowca akademicki (ur. 1891)
- 1984:
  - Jean De Clercq, belgijski piłkarz (ur. 1905)
  - Silvio Hernández, meksykański koszykarz (ur. 1908)
- 1985:
  - Victor Capesius, niemiecki aptekarz, funkcjonariusz i zbrodniarz nazistowski (ur. 1907)
  - Iwan Pietrow, radziecki polityk (ur. 1914)
  - Paweł Zamoyski, polski hrabia, kapral podchorąży, uczestnik powstania warszawskiego (ur. 1922)
- 1987 – Rita Streich, niemiecka śpiewaczka operowa (sopran) (ur. 1920)
- 1988:
  - Gil Evans, kanadyjski muzyk jazzowy, kompozytor (ur. 1912)
  - Greer Skousen, meksykański koszykarz (ur. 1916)
- 1989 – Danuta Sokolnicka, polska jubilerka, złotniczka (ur. 1918)
- 1990:
  - Maurice Cloche, francuski reżyser, scenarzysta i producent filmowy (ur. 1907)
  - Lew Jaszyn, rosyjski piłkarz, bramkarz (ur. 1929)
- 1991:
  - David Marshall Lang, brytyjski kaukazolog, dyplomata (ur. 1924)
  - Jan Alfred Szczepański, polski pisarz, publicysta, krytyk teatralny i filmowy, alpinista (ur. 1902)
- 1992:
  - Szymon Dziedzic, polski rolnik, księgowy, polityk, poseł na Sejm PRL (ur. 1917)
  - Georges Delerue, francuski kompozytor muzyki filmowej (ur. 1925)
  - Rita Jacobson, południowoafrykańska brydżystka (ur. 1911)
- 1993:
  - Arsène Auguste, haitański piłkarz (ur. 1951)
  - Ahmed Naseer Bunda, pakistański hokeista na trawie (ur. 1932)
  - Miroslav Koděra, słowacki geolog, mineralog, wykładowca akademicki (ur. 1926)
  - Polykarp Kusch, amerykański fizyk, wykładowca akademicki, laureat Nagrody Nobla pochodzenia niemieckiego (ur. 1911)
  - Toni Spiss, austriacki narciarz alpejski (ur. 1930)
  - Lech Zahorski, polski plastyk, grafik, scenograf, satyryk, dziennikarz (ur. 1923)
- 1995:
  - Sidney Kingsley, amerykański dramaturg, scenarzysta filmowy (ur. 1906)
  - Eugenia Kochanowska, polska pisarka, dziennikarka, popularyzatorka kultury, prelegentka (ur. 1914)
  - Werner Liebrich, niemiecki piłkarz, trener (ur. 1927)
  - Iwan Udalcow, radziecki polityk, dyplomata (ur. 1918)
  - Víctor Ugarte, boliwijski piłkarz (ur. 1926)
- 1996:
  - Albert Ganzenmüller, niemiecki inżynier, polityk nazistowski (ur. 1905)
- 1997:
  - Marino Marini, włoski piosenkarz, kompozytor (ur. 1924)
  - Victor Sawdon Pritchett, brytyjski pisarz (ur. 1900)
  - Tony Zale, amerykański bokser pochodzenia polskiego (zm. 1913)
- 1998:
  - Bohdan Rodkiewicz, polski botanik, wykładowca akademicki (ur. 1925)
  - Maciej Słomczyński, polski pisarz, tłumacz (ur. 1920)
- 1999:
  - Elsa Barraine, francuska kompozytorka (ur. 1910)
  - Alfred Gansiniec, polski hokeista, trener (ur. 1919)
- 2000 – Qurban Xəlilov, azerski i radziecki polityk (ur. 1906)
- 2001:
  - Marian Schwartz, polski plastyk, grafik, witrażysta, regionalista (ur. 1906)
  - Ilie Verdeț, rumuński polityk komunistyczny, premier Rumunii (ur. 1925)
- 2002:
  - Samuel Warren Carey, australijski geolog (ur. 1911)
  - Andrzej Wróblewski, polski dziennikarz, krytyk, publicysta, językoznawca (ur. 1922)
- 2003:
  - Laura Rothenberg, amerykańska pamiętnikarka (ur. 1981)
  - Jewsiej Wajnrub, radziecki pułkownik pochodzenia żydowskiego (ur. 1909)
- 2004:
  - Juliana, królowa Holandii (ur. 1909)
  - Pierre Sévigny, kanadyjski polityk (ur. 1916)
  - Stanisław Skowron, polski żużlowiec, trener (ur. 1939)
  - Chris Timms, nowozelandzki żeglarz sportowy (ur. 1947)
- 2005 – Marian Włosiński, polski malarz, fotograf (ur. 1923)
- 2006:
  - Michał Dobroczyński, polski politolog, wykładowca akademicki (ur. 1931)
  - John Morressy, amerykański pisarz science fiction i fantasy (ur. 1930)
  - Emil Nalborczyk, polski biolog, wykładowca akademicki (ur. 1932)
- 2006:
  - Gene Scott, amerykański tenisista (ur. 1937)
  - Zdzisław Trojanowski, polski hokeista, trener, działacz sportowy (ur. 1928)
- 2007 – Marcin Kudej, polski prawnik (ur. 1943)
- 2008:
  - Zygmunt Augustowski, polski żołnierz, uczestnik podziemia antykomunistycznego (ur. 1913)
  - Klaus Dinger, niemiecki perkusista, członek zespołów: Neu! i Kraftwerk (ur. 1946)
  - Ferdynand Maria Sycylijski, książę Castro (ur. 1926)
  - Włodzimierz Wajnert, polski architekt, dziennikarz (ur. 1931)
  - Brian Wilde, brytyjski aktor (ur. 1927)
- 2009:
  - Abd al-Latif al-Filali, marokański polityk, premier Maroka (ur. 1928)
  - Jaroslav Pitner, czechosłowacki hokeista, trener (ur. 1926)
- 2010:
  - Ai, amerykańska poetka, pisarka (ur. 1947)
  - István Bilek, węgierski szachista (ur. 1932)
  - Michał Chmielewski, polski reżyser sztuki cyrkowej (ur. 1946)
  - Fred Heineman, amerykański polityk (ur. 1929)
  - Girija Prasad Koirala, nepalski polityk, premier Nepalu (ur. 1925)
  - Naim Krieziu, albański piłkarz (ur. 1918)
  - Robin Milner, brytyjski informatyk (ur. 1934)
- 2011:
  - Augustyn Januszewicz, polski duchowny katolicki, franciszkanin, biskup, misjonarz (ur. 1930)
  - Dorothy Young, amerykańska aktorka, tancerka, pisarka (ur. 1907)
- 2012:
  - Bogdan Dziwosz, polski duchowny katolicki, protonotariusz apostolski, kanonik archidiecezji łódzkiej (ur. 1934)
  - Lincoln Hall, australijski pisarz, wspinacz (ur. 1955)
  - Zbigniew Pałyszko, polski lekkoatleta, młociarz (ur. 1945)
- 2013:
  - James Herbert, brytyjski pisarz (ur. 1943)
  - Ludwik Lech Jaksztas, polski malarz, grafik (ur. 1950)
  - Halina Lerman, polska malarka (ur. 1928)
  - Zillur Rahman, bengalski polityk, prezydent Bangladeszu (ur. 1929)
  - Nasser El Sonbaty, niemiecki kulturysta pochodzenia egipsko-bośniackiego (ur. 1965)
- 2014:
  - Hilderaldo Bellini, brazylijski piłkarz (ur. 1930)
  - Andrzej Grzegorczyk, polski matematyk, logik, filozof, wykładowca akademicki (ur. 1922)
  - Marcin Kornak, polski działacz społeczny (ur. 1968)
  - Theodora Nathan, amerykańska polityk (ur. 1923)
  - Wanda Szemplińska-Stupnicka, polska pilotka szybowcowa (ur. 1932)
  - Murray Weidenbaum, amerykański ekonomista pochodzenia żydowskiego (ur. 1927)
- 2015:
  - Malcolm Fraser, australijski polityk, premier Australii (ur. 1930)
  - Walter Grauman, amerykański reżyser filmowy (ur. 1922)
  - Wiktor Janukowycz (młodszy), ukraiński polityk (ur. 1981)
  - A.J. Pero, amerykański perkusista, członek zespołów: Twisted Sister, Cities, The Foundry i Adrenaline Mob (ur. 1959)
- 2016:
  - Odo Fusi Pecci, włoski duchowny katolicki, biskup Senigallii (ur. 1920)
  - Anker Jørgensen, duński polityk, premier Danii (ur. 1922)
- 2017:
  - John Giheno, papuaski polityk (ur. 1950)
  - David Rockefeller, amerykański finansista, filantrop (ur. 1915)
- 2018:
  - Dilbar Abdurahmonova, uzbecka dyrygentka (ur. 1936)
  - Katie Boyle, brytyjska aktorka, prezenterka telewizyjna (ur. 1926)
  - João Calvão da Silva, portugalski prawnik, polityk, minister administracji i spraw wewnętrznych (ur. 1952)
  - Wiktor Jerin, rosyjski generał, polityk, minister spraw wewnętrznych (ur. 1944)
  - Jerzy Kisson-Jaszczyński, polski dziennikarz, publicysta, socjolog kultury (ur. 1930)
  - Józef Żurek, polski porucznik (ur. 1909)
- 2019:
  - Joseph Adamec, amerykański duchowny katolicki pochodzenia słowackiego, biskup Altoony-Johnstown (ur. 1935)
  - Barbara Bargiełowska, polska aktorka (ur. 1934)
  - Donald Kalpokas, vanuacki polityk, premier Vanuatu (ur. 1943)
- 2020:
  - Amadeo Carrizo, argentyński piłkarz, bramkarz (ur. 1926)
  - Willigis Jäger, niemiecki duchowny katolicki, benedyktyn, mistyk, mistrz zen (ur. 1925)
  - Ali Habib Mahmud, syryjski wojskowy, polityk, minister obrony (ur. 1939)
  - Justin Mulenga, zambijski duchowny katolicki, biskup Mpika (ur. 1955)
  - Jacques Oudin, francuski polityk (ur. 1939)
  - Kenny Rogers, amerykański piosenkarz country, kompozytor, autor tekstów, aktor (ur. 1938)
  - Andrzej Toczewski, polski historyk wojskowości, muzealnik, regionalista (ur. 1947)
- 2021:
  - Władimir Kirsanow, rosyjski tancerz, choreograf (ur. 1947)
  - Wojciech Krawczyk, polski wokalista, członek zespołu Homomilitia (ur. 1970)
  - Peter Lorimer, szkocki piłkarz (ur. 1946)
  - Teresa Majchrzak, polska działaczka opozycji antykomunistycznej, działaczka społeczna i katolicka (ur. 1942)
  - Jewgienij Niestierienko, rosyjski śpiewak operowy (bas) (ur. 1938)
- 2022:
  - Daria Nałęcz, polska historyk, wykładowczyni akademicka, naczelna dyrektor Archiwów Państwowych (ur. 1951)
  - Reine Wisell, szwedzki kierowca wyścigowy (ur. 1941)
- 2023:
  - Osvaldo Cruz, argentyński piłkarz (ur. 1931)
  - Maria Ilnicka-Mądry, polska internistka, działaczka samorządowa, przewodnicząca Sejmiku Województwa Zachodniopomorskiego (ur. 1946)
  - Barbara Maria Okulicz-Sługocka, polska dziennikarka radiowa (ur. 1948)
  - Michael Reaves, amerykański pisarz, scenarzysta i producent filmowy (ur. 1950)
  - Jadwiga Zajiček, polska montażystka filmowa, reżyserka i scenarzystka filmów dokumentalnych (ur. 1925)
- 2024 – Vernor Vinge, amerykański matematyk, pisarz science fiction (ur. 1944)
- 2025:
  - Witold Fokin, ukraiński polityk, premier Ukrainy (ur. 1932)
  - Eddie Jordan, irlandzki przedsiębiorca, założyciel zespołu F1 Jordan Grand Prix (ur. 1948)